# Stockholms fontäner och dammar

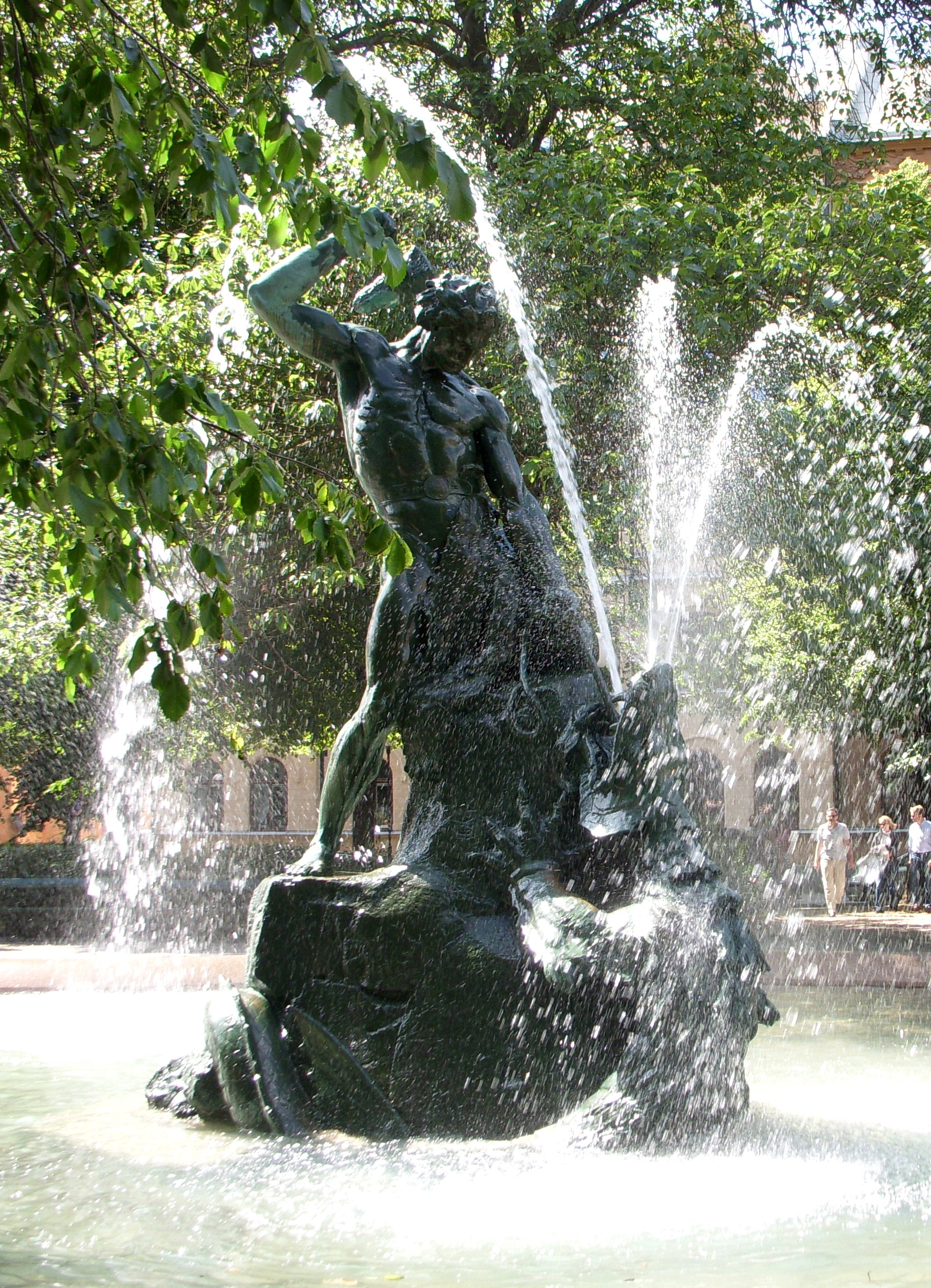
Centralfigurerna Tor och Midgårdsormen i fontängruppen Tors fiske skapad av Anders Wissler och rest år 1903 på Mariatorget.

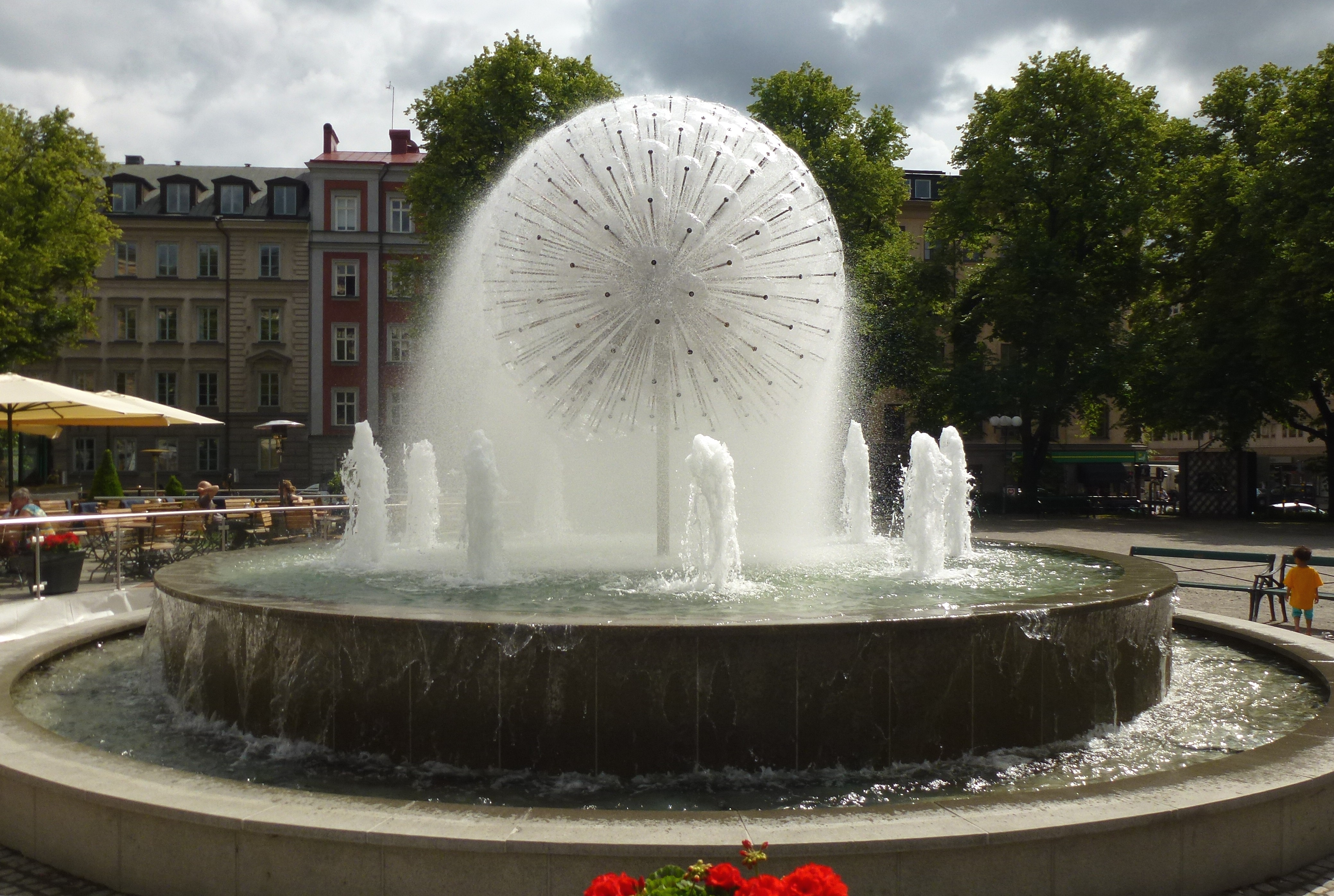
Maskrosbollen utanför Norra Latin invigdes 1998.

Stockholms fontäner och dammar började anläggas i större omfattning efter 1900-talets början. Den första fontänen, även kallad springbrunnen, byggdes på 1690-talet i Kungsträdgården. På den tiden behärskade man inte tekniken att leda och pumpa vatten över längre sträckor och fontänen i Kungsträdgården slutade därför att fungera. Stadens äldsta fungerande fontän är Molins fontän (rest 1873), även den i Kungsträdgården. 
Till tidiga fontänskulpturer hör Tors fiske (rest 1903) på nuvarande Mariatorget och brunnsfontänen på Österlånggatan (invigd i oktober 1912). Den senare fontänen utgör en del av skulpturen Sankt Göran och draken på Köpmantorget. Ett exempel på en typisk spegeldamm är den på Strömparterren, som anlades på 1930-talet. Står man på Norrbro och ser österut över Strömparterren speglar sig Carl Milles skulptur Solsångaren (rest 1926) i dammens vatten. I Stockholms kommun finns bara några få av Milles många vattenskulpturer, bland dem den kända Orfeusgruppen utanför Stockholms konserthus och Industrimonumentet utanför Kungliga Tekniska högskolan (KTH).
Inte alla fontänskulpturer uppskattades när de först uppfördes. Till exempel kritiserades Eldhs fontän från 1921 för sin "falliska karaktär" och Milles Industrimonumentet kallades bland annat soppskål, spottkopp och ful klump. En av stadens högsta fontäner tillkom i början av 1930-talet och skulle sätta en accent på stjärnplatsen Karlaplan. På 1930-talet skulle vattnet i parken även integreras i barnens lek med hjälp av en plaskdamm. I nästan varje nyanlagd park fanns en plaskdamm och äldre parker kompletterades med en sådan. Det var en medveten parkstrategi och en del av den så kallade Stockholmsstilen. 
Efterkrigstidens nya centrumanläggningar smyckades ofta med fontäner och fontänskulpturer. Först ut var Årsta med Årsta centrum som stod klart 1953. Nästa var Vällingby centrum, invigt 1954. Torget och fontänen gav centrets biograf dess namn "Fontänen" (numera Filmstaden Vällingby). Farsta torg med Farstafontänen stod färdig 1960. Stockholms mest kända fontän är Sergelfontänen på Sergels torg, färdigställd 1968 tillsammans med första etappen av Norrmalmsregleringen. Till Stockholms nyare vattenkonst hör Vattentrappan och Fält, båda i Hammarby sjöstad och invigda år 2002 respektive 2003. För dagens fontäner används modern teknik – Fältets varierande vattenflöde styrs av en dator och Vattentrappan belyses på kvällar med hjälp av fiberoptik.

## Bakgrund
Fontäner hade ursprungligen en rent praktisk uppgift, nämligen att tillhandahålla dricks- och bruksvatten för allmänheten (jmf. Stockholms offentliga brunnar och pumpar). Förutom att tillhandahålla vatten har fontäner redan i antiken använts för utsmyckning av byggnader och trädgårdar. Innan det fanns kraftfulla pumpar matades fontänernas stråle av vatten med självtryck, vilket betydde att det krävdes en vattenkälla som låg högre än fontänstrålens högsta punkt. Det gav upphov till omfattande ingenjörsarbeten av så kallade fontänörer eller vattukonstnärer där hela floder kunde ledas om för att försörja förmögna personers vattenträdgårdar. Ibland fungerade inte anläggningen tillfredsställande, som till exempel fontänen Kronan i Drottningholms slottspark som först 1961 sprutade sitt vatten så som det var tänkt 300 år tidigare.

## Stockholms första kungliga fontän

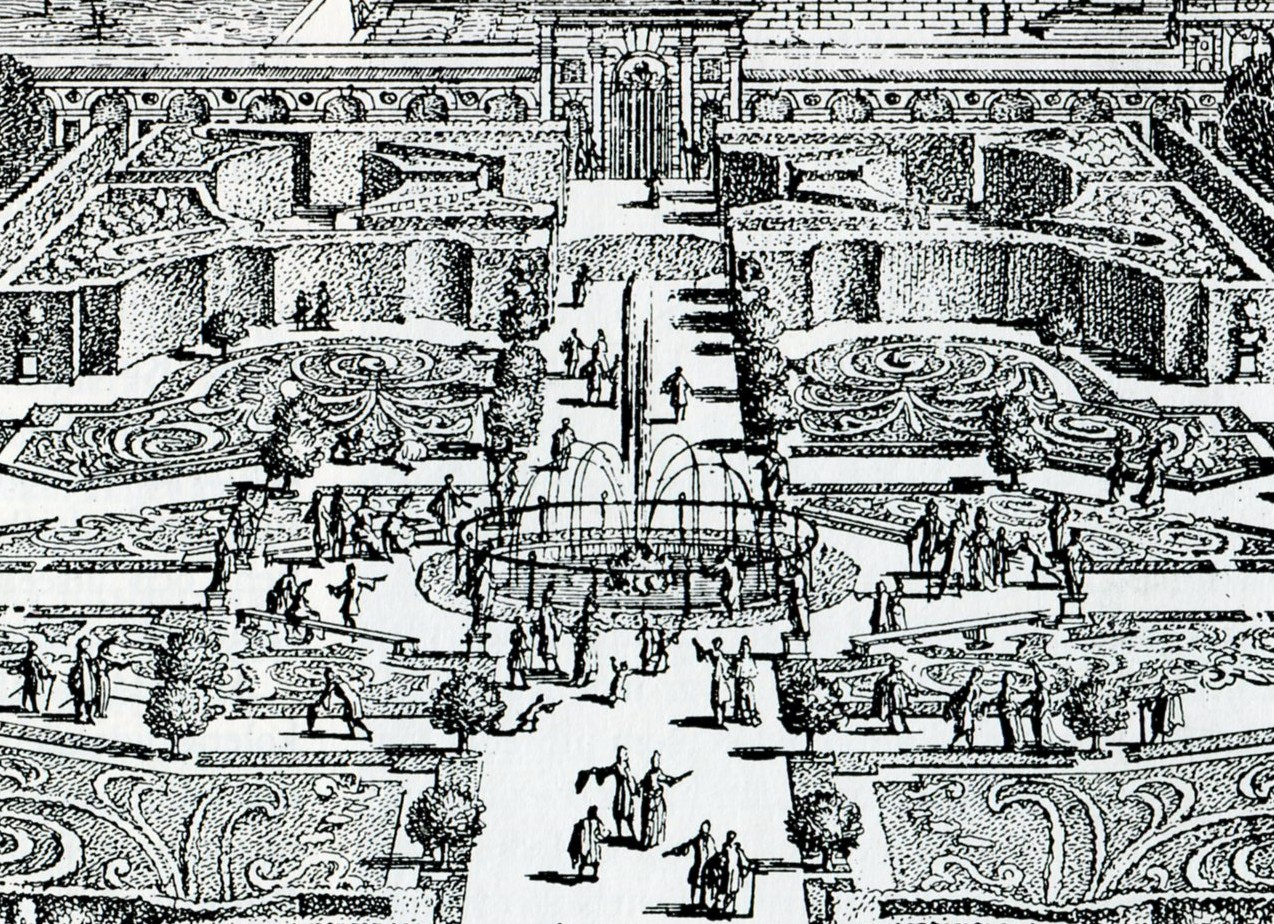
Fontänen i Kungsträdgården, 1700.

De första försöken med en fontän i Stockholm går tillbaka till 1600-talets slut. Tanken att anlägga en så kallad "vattenkonst" i Kungsträdgården hade väckts redan kring 1651 då trädgården skulle nyordnas av drottning Kristinas franske trädgårdsarkitekt. År 1694 påbörjades ett vattenledningsarbete som skulle förse en springbrunn i Kungsträdgården med vatten från sjön Träsket i nordöstra Stockholm, en sträcka på cirka två kilometer fågelvägen. Initiativet kom från den kunglige trädgårdsmästaren Johan Hårleman, som  planerade och utförde anläggningen. Ledningen, som var Sveriges första fungerande, längre vattenledning, bestod av trärör (genomborrade stockar) med en inre diameter av 8 till 9 tum (cirka 20 centimeter). Vid gatuarbeten på bland annat Stureplan har man hittat rester av dessa enkla ledningar. De förvaras numera på Stockholms stadsmuseum.
Själva springbrunnen eller fontänen bestod enligt en inventarieförteckning från 1741 av en stor skruf eller språng af koppar med ungefär 170 pipor. Med "pipor" avses antagligen sprutmunstycken. Hur denna imponerande anordning såg ut och fungerade är oklart, men ett kopparstick i Sueciaverket från 1700 visar i alla fall en sprudlande fontän i Kungsträdgårdens mitt. Dokument från tiden berättar dock om ständiga reparationer och grävningar för den långa ledningen från Träsket. Skarvarna höll inte tätt och frosten förstörde pumpstockarna. Man behärskade helt enkelt inte tekniken och klagomål från berörda boende uteblev inte. Exakt när Stockholms första fontän slutade fungera för gott är oklart. Kungsträdgården var bara till för kungligheter och deras gäster. Först 1763 fick allmänheten tillträde till platsen och på 1790-talet anlades en stor oval gräsyta i parkens mitt, där fontänen hade funnits.

## Stockholms äldsta offentliga fontän

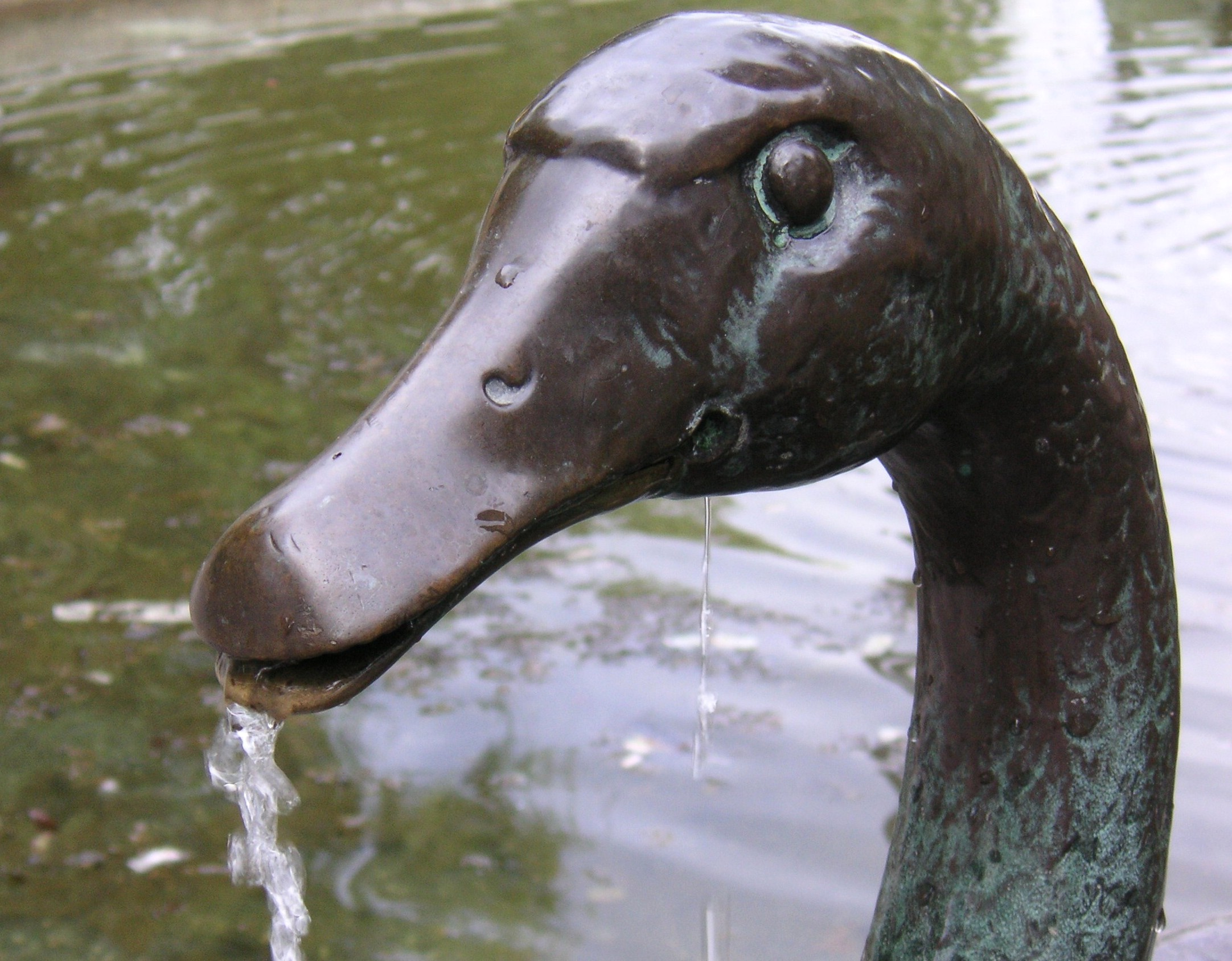
Molins fontän, svan-detalj.

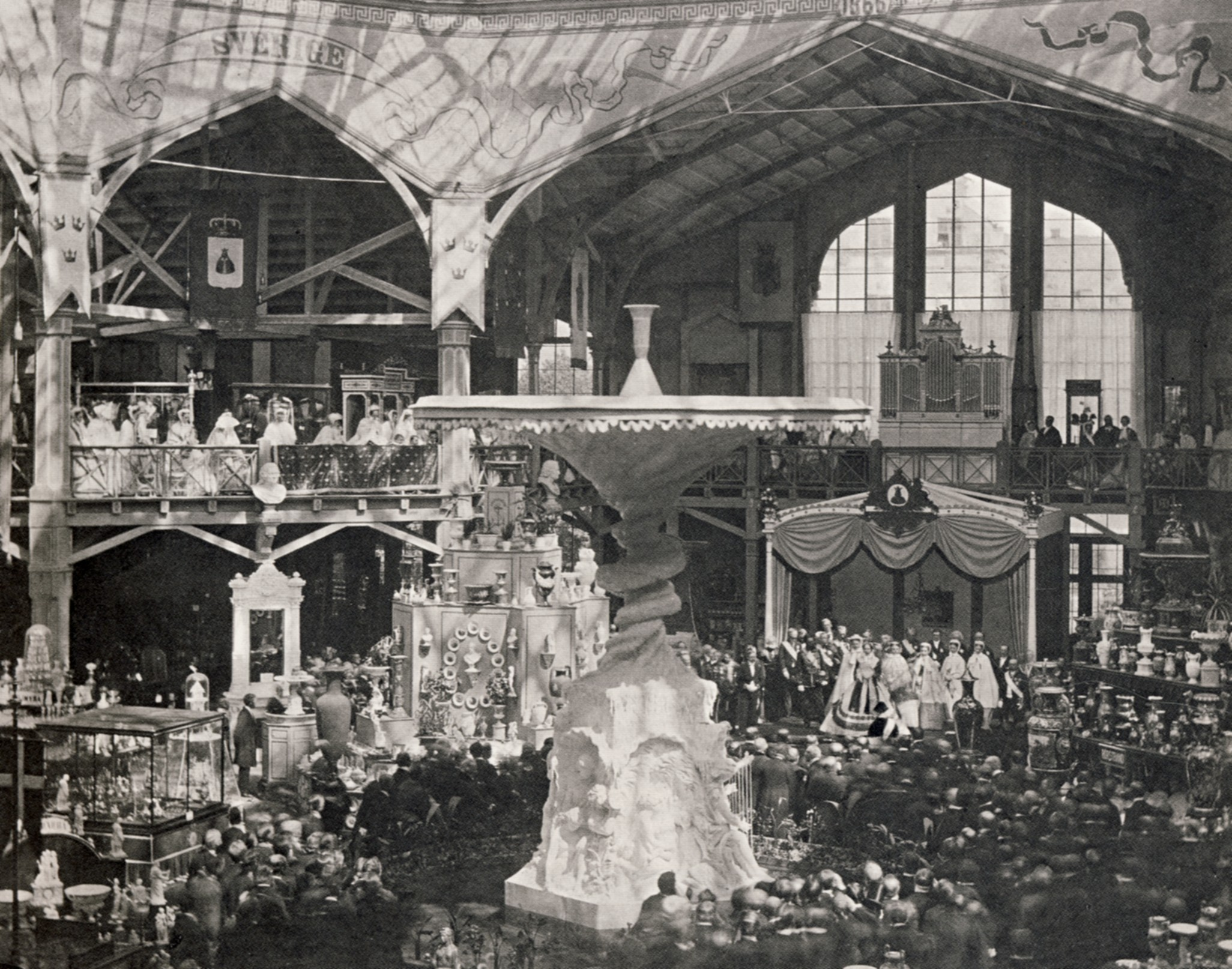
Molins fontän i gips på Stockholmsutställningen 1866.

Det skulle dröja till 1873 innan Stockholm fick sin nästa fontän. Det blev Molins fontän, som även den byggdes i Kungsträdgården. Den finns fortfarande på samma plats och är Stockholms äldsta fungerande fontän. Inför den stora Konst- och industriutställningen 1866 utförde Johan Peter Molin en fontänskulptur i gips. Skulpturen blev utställningens höjdpunkt och mycket omtyckt av allmänheten. 
En insamling startades "till förmån för Molinska fontänens avgjutning i metall".  Den 25 september 1873 avtäcktes fontänen. Den var gjuten i brons och matades med vatten från Stockholms första vattenverk; Skanstullsverket vid Årstaviken. 
En del stockholmare tyckte att fontänen var ett lyxföremål. Söndags-Nisse menade den 5 augusti 1866 ironiskt Låt inte gjuta och uppställa den der fontainen! Det är en styggelse för både Gud och människor! Varningen gällde de lättklädda damerna på fontänens sockel.  För att blidka kritiken skapade Molin sex svanar på skulpturens nedre del. Ur svanarnas näbbar kunde allmänheten hämta dricksvatten. Molins fontän står än idag omgiven av de fontänpilar som planterades vid invigningen 1873. Det var även Molins fontän som gav det svenska namnet fontänpil (Salix × pendulina).

## Tidiga fontäner och fontänskulpturer

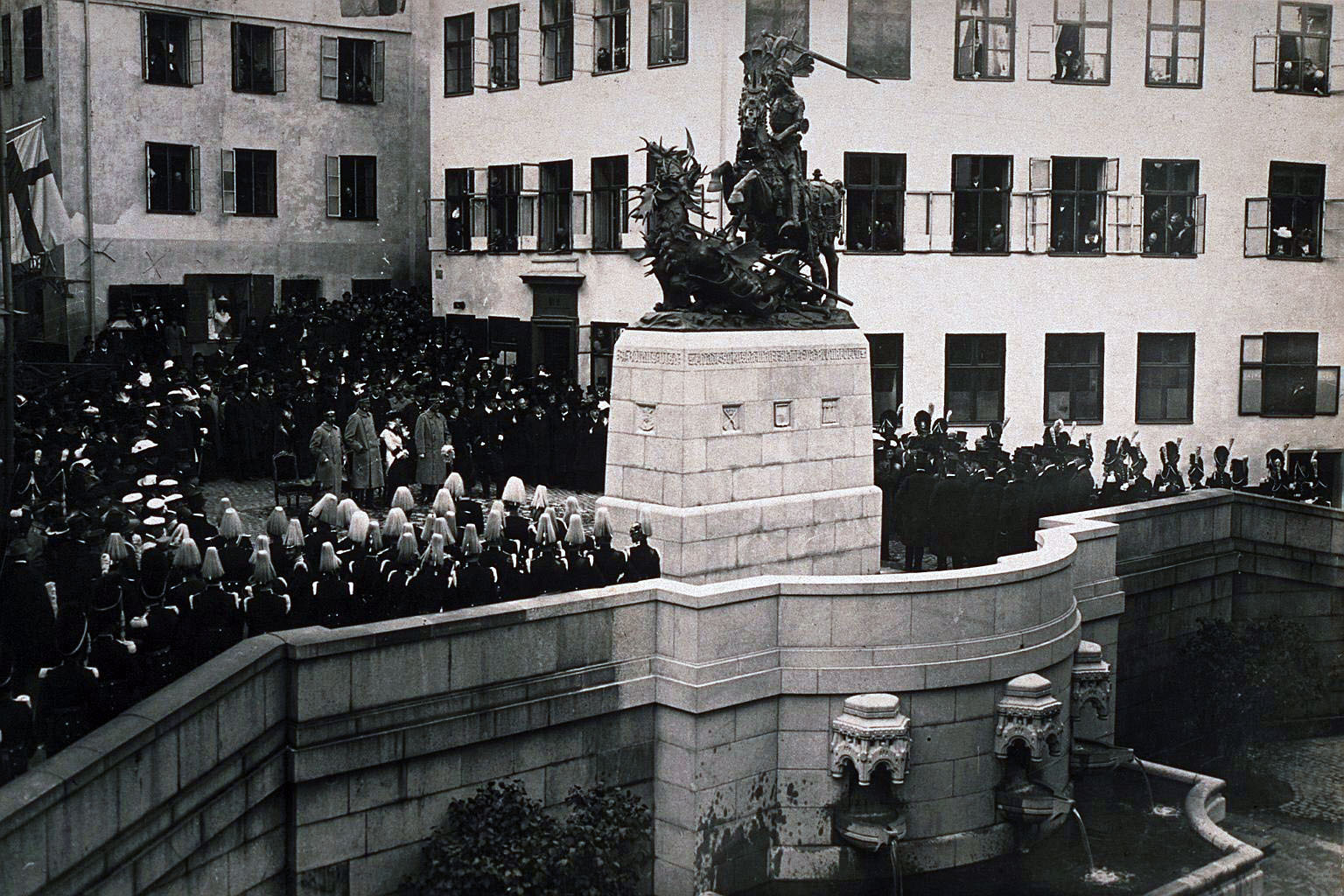
Invigningen av "Sankt Göran och draken", oktober 1912.

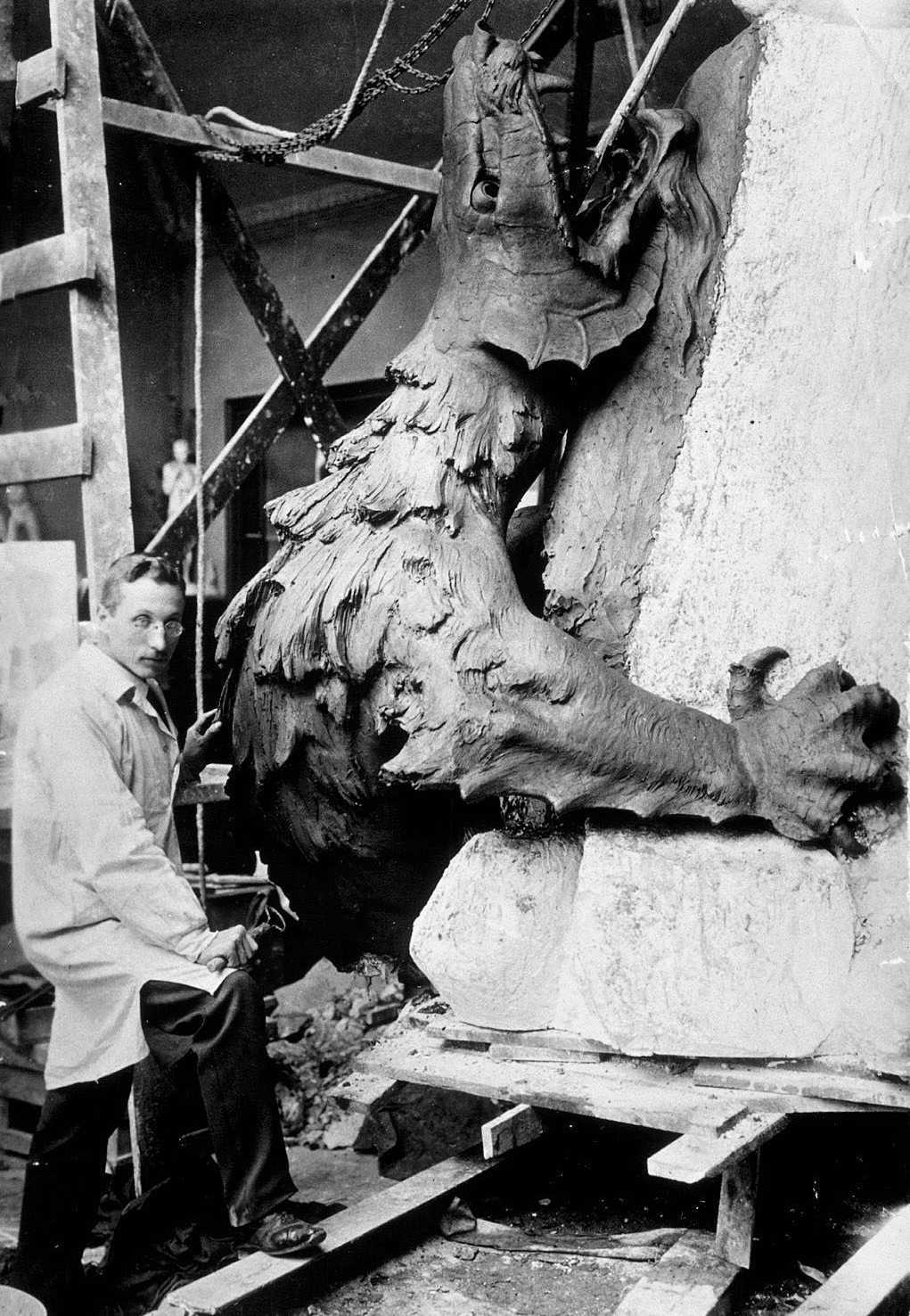
Skulptören Anders Wissler med en figur ur "Tors fiske", 1902/1903.

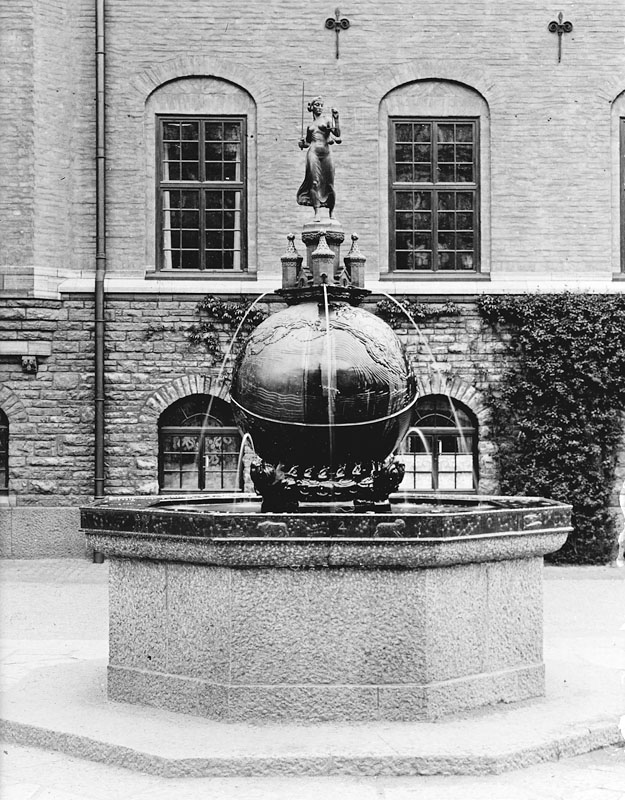
"Justitiabrunnen" från 1917.

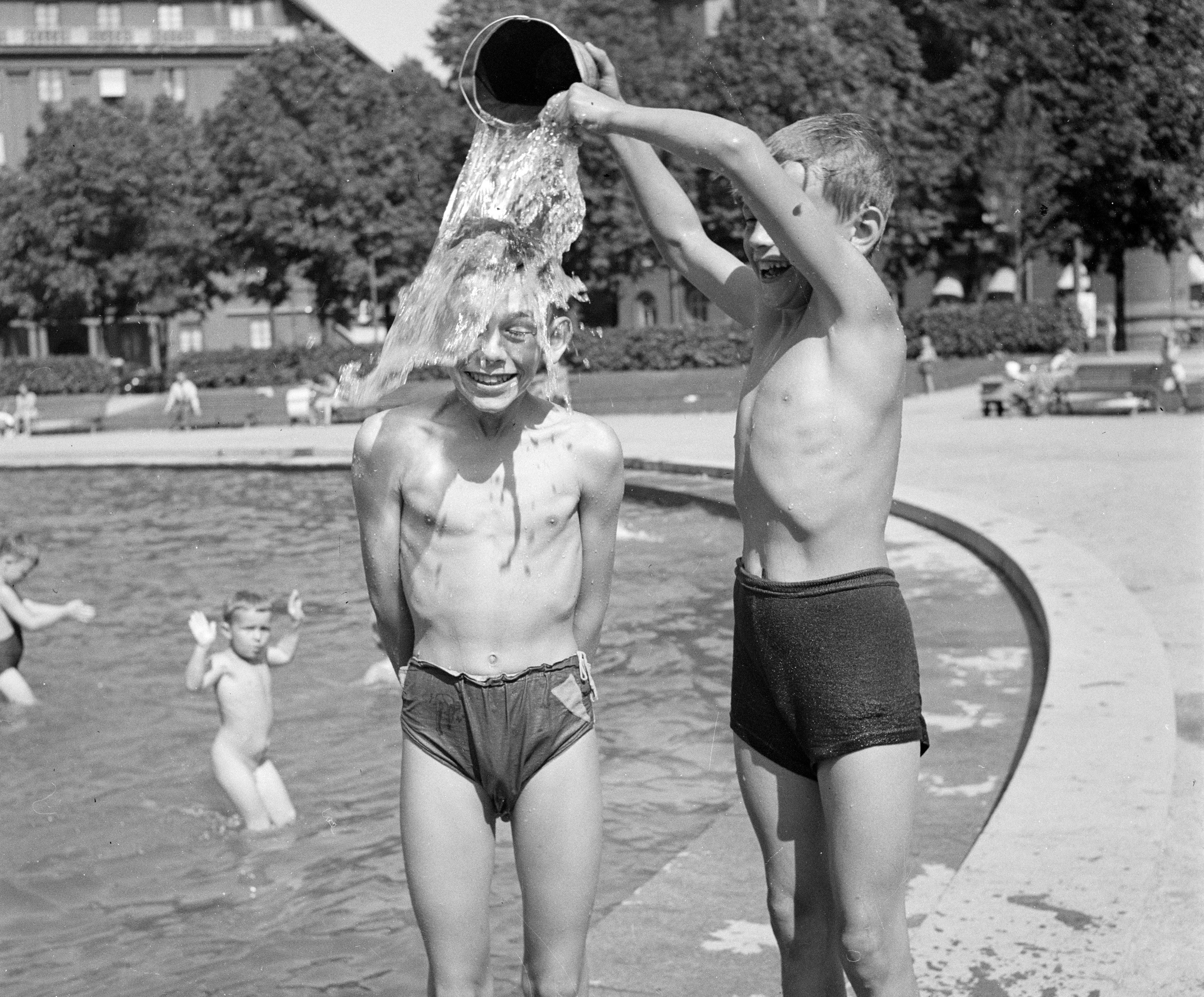
Karlaplans fontändamm, 1944.

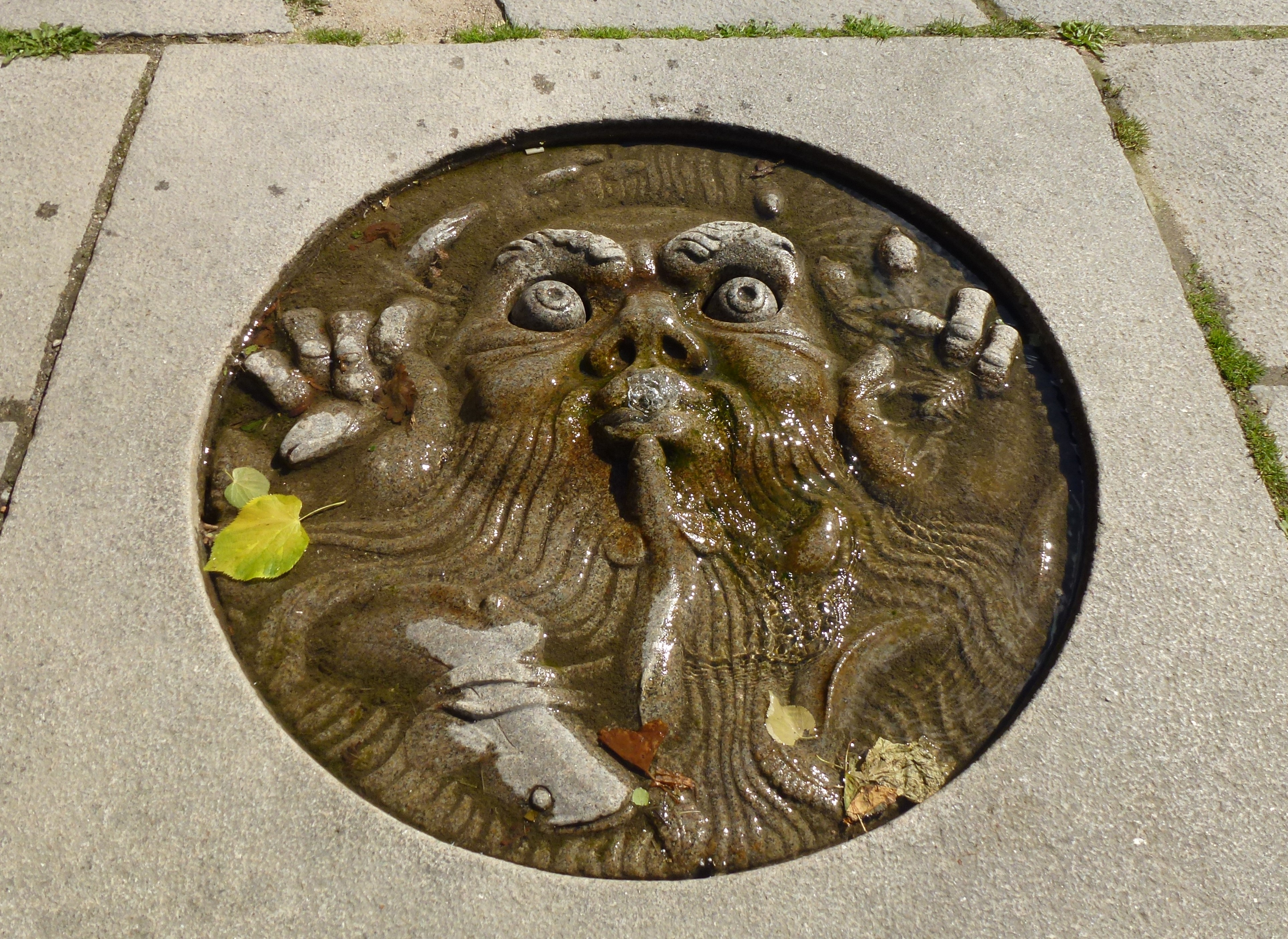
"Näcken" i Stadshusparken, 1935.

Uppsättning av fontäner, fontänskulpturer och dammar hänger intimt samman med utvecklingen av Stockholms parker. Många parker anlades kring sekelskiftet 1900. Vid upprättandet av Lindhagenplanen år 1876, gjordes det till regel att (med några få undantag) låta alla stadens obebyggda bergshöjder reserveras för parkanläggningar och planeringar. Exempel på sådana bergstrakter som började iordningställas under 1880-talen var Kronobergsparken, Vanadislunden, Tegnérlunden, Tantolunden och Vita bergen. Ingen av dem hade någon form av vattenspel.
Till de tidiga parker som smyckades med fontänskulpturer hör Mariatorget (dåvarande Adolf Fredriks torg). Här invigdes 1903 Anders Wisslers bronsfontän Tors fiske, ett nationalromantiskt arrangemang som illustrerar det dramatiska ögonblicket då Tor har fångat Midgårdsormen och Tor höjer sin hammare Mjölner för att slå ihjäl ormen. Centralfiguren flankeras av två vattensprutande urtidsödlor.
Morgonbad av Anders Zorn visades vid konstutställningen i Venedig och installerades i juni 1909 i Zorngårdens trädgård i Mora. Ett tredje exemplar fanns på Konstindustriutställningen 1909 i Stockholm. Året därpå uppsattes detta exemplar i Rosenbadsparken i Stockholm. Den ursprungliga titeln på skulpturen var Svampen men den döptes senare om till Morgonbad. Zorns unga kvinna i morgonbadet är en meter hög och tillverkad i brons. Hon pressar händerna kring en svamp och står i ett av en pelare upphöjt näckrosblad. Vattnet sprutar i små fontäner från svampen, rinner över kvinnans nakna kropp ner i näckrosbladet och därifrån vidare till fontänbassängen. Zorn berättade själv om tillkomsten av fontänskulpturen i boken Skulptören Anders Zorn: "Det var 1908 som min hustru hade bett mig få göra en cementbrunn att vattna ifrån. Så rann det mig i sinnet varför ej göra en av porfyr […] Det kunde bli vackert och varför inte göra en fontän samtidigt. Vatten hade vi och bra tryck och vad vore lämpligare än en flicka med svamp som hon pressade så det silade mellan fingrarna […] Samma dag griper jag mig an uppgiften. Modellerna var tre systrar Mjöberg, vad som fattades den ena fanns hos den andra…".
En annan tidig fontänskulptur i nationalromantisk stil finns på Österlånggatan i höjd med Brunnsgränd. Brunnsfontänen är en del av skulpturen Sankt Göran och draken på Köpmantorget som invigdes i oktober 1912. Fontänbrunnen är utformad med tre medeltida stadsportar genom vilka vatten rinner ner i fontänbassängen. Arrangemanget symboliserar de tre strömmarna som först omgärdade Gamla Stan och skall påminna om den offentliga brunnen som vid 1400-talets mitt låg vid dåvarande Fiskartorget. Bortsett från Stockholms slotts två fontäner på östra gaveln (formgivna som mindre vattenfall) är Sankt Görans brunn den enda fontänen i Gamla stan.
Justitiabrunnen i Rådhusparken utanför Stockholms rådhus sattes upp 1917 och hade utformats av rådhusarkitekten Carl Westman och skulptören Gustaf Sandberg. Skulpturen som föreställer Justitia på ett jordklot hållande ett svärd och balansvåg göts vid Meyers konstgjuteri.
Inte alla skulpturer fann nåd hos samtiden, exempelvis den av Carl Eldh i hörnet Grev Turegatan/Birger Jarlsgatan på Östermalm, som restes 1921 och bär hans namn, Eldhs fontän. Gruppen var från början placerad i ett stort runt brunnskar som 1923 ersattes med ett oktogonalt podium efter klagomål på vattenstänk. Verket var omstritt och debatten kring dess "falliska karaktär" gick het. Eldh själv menade att verket skulle avbilda "en ljus idyll" och kände sig mycket missförstådd och ledsen över att skulpturen inte uppskattades. Fontänen blev Eldhs mest omstridda verk jämte de nakna statyerna i Stadshusträdgården. Själv ansåg konstnären det vara ett av hans bästa alster. Inte heller Carl Milles fontänskulptur Industrimonumentet (skapat mellan 1909 och 1926) utanför KTH gillades (se avsnitt Carl Milles fontänskulpturer i Stockholm).
Andra tidiga fontänskulpturer (i urval):
- Fontändamm, Aspudden (1912), skapad av Albin Brag.
- Vesslan, Kungsholmstorg (1912), skapad av Otto Strandman.
- Triton på delfin, Centralbadsparken (1923), skapad av Greta Klemming.

En av stadens högsta fontäner tillkom i början av 1930-talet; den skulle sätta en accent på Karlaplan. Karlaplan som stjärnplats har sitt ursprung i Lindhagenplanen från 1866. Förebilden med en stjärnplats och därifrån utstrålande alléer kom från bland annat Place de l'Étoile i Paris och liknande platser i Wien och Berlin. Karlaplan började anläggas 1896. Under första världskriget kompletterades planteringen med bland annat kastanjer och popplar. Samtidigt uppläts gräsmattan för grönsaksodling; bland annat fanns här kål, som ett fotografi från 1917 illustrerar. I slutet av 1920-talet presenterades ett förslag med en fontän av arkitekt Ragnar Hjorth och 1930 började den 1 100 m² stora fontänbassängen anläggas. Den kraftfulla fontänen blev snart ett riktmärke för flanörerna på Karlavägen och Narvavägen. I dammen var det tillåtet för barn att bada eller "plaska" som man kan se på äldre fotografier.
Stockholms troligen lägsta fontän finns i Stadshusparken. Det är en liten fontänskulptur utförd 1935 av Tore Strindberg visande "Näcken" som relief i granit, infälld i kajens stenbeläggning. Näcken håller med sin högra hand i en fisk och i vänstra handen i några kräftor. Ur hans mun sprudlar en några centimeter hög fontän vars vatten rinner av genom Näckens rörliga öron.

### Bilder

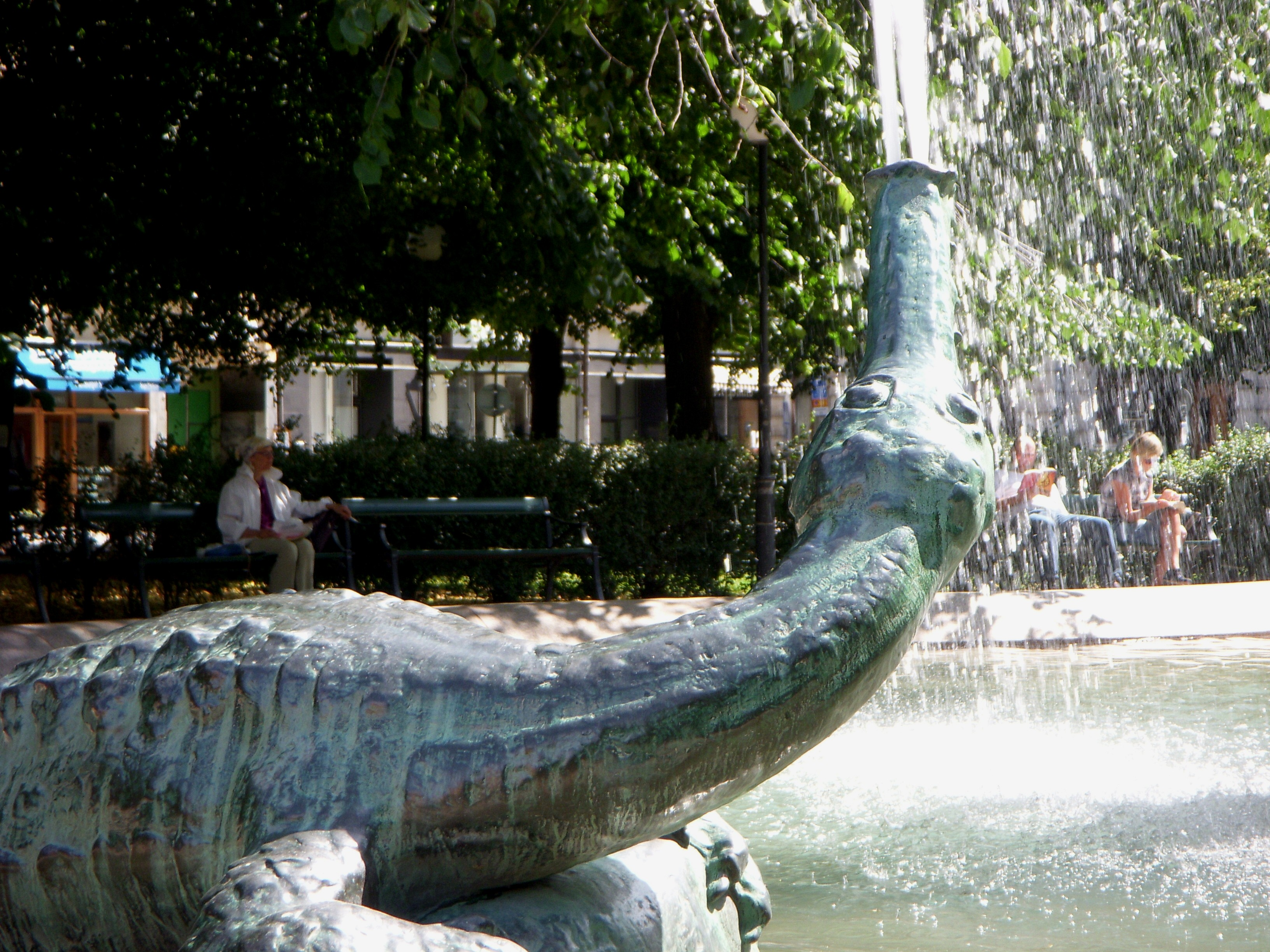
"Tors fiske"
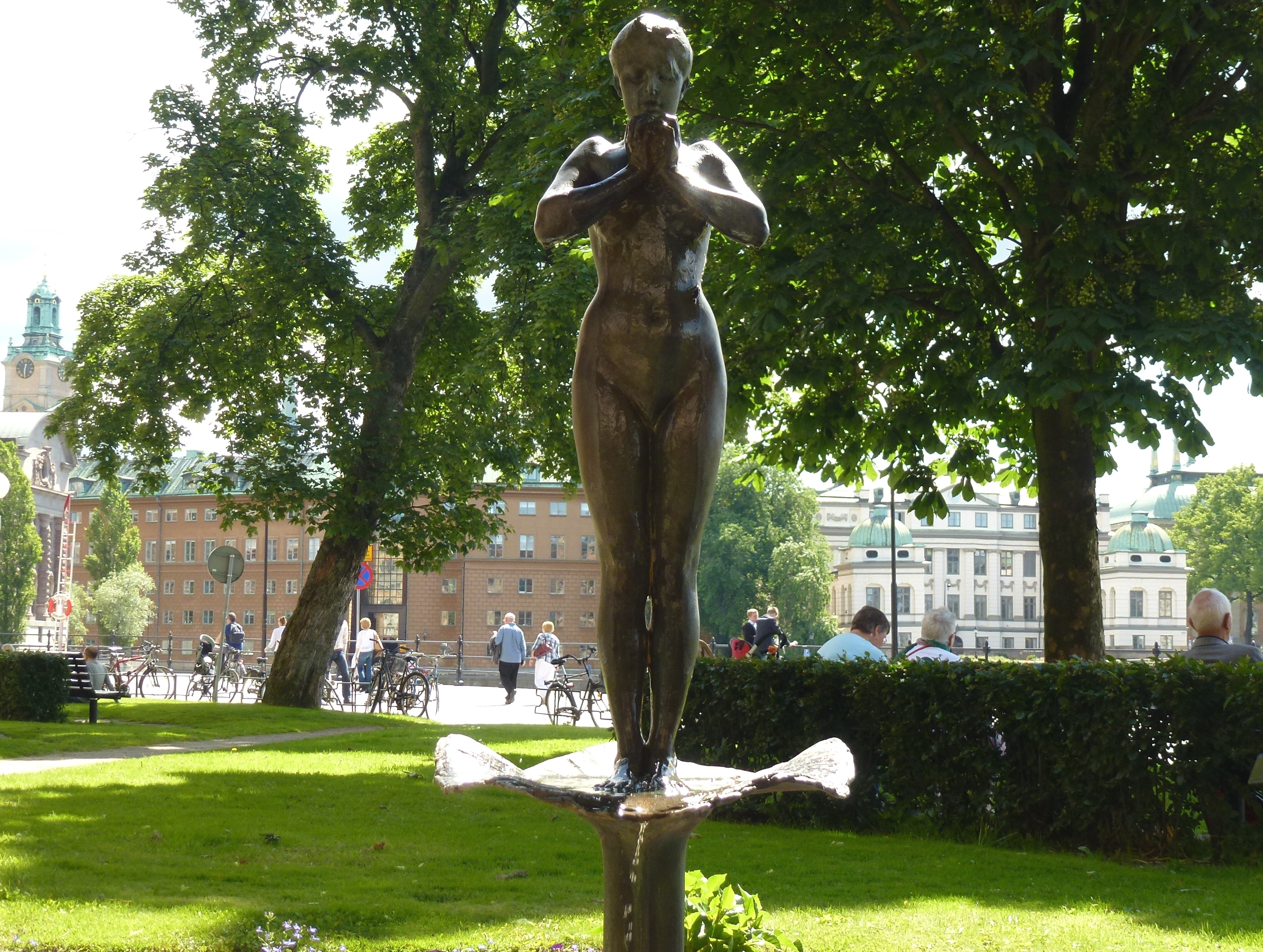
"Morgonbad"
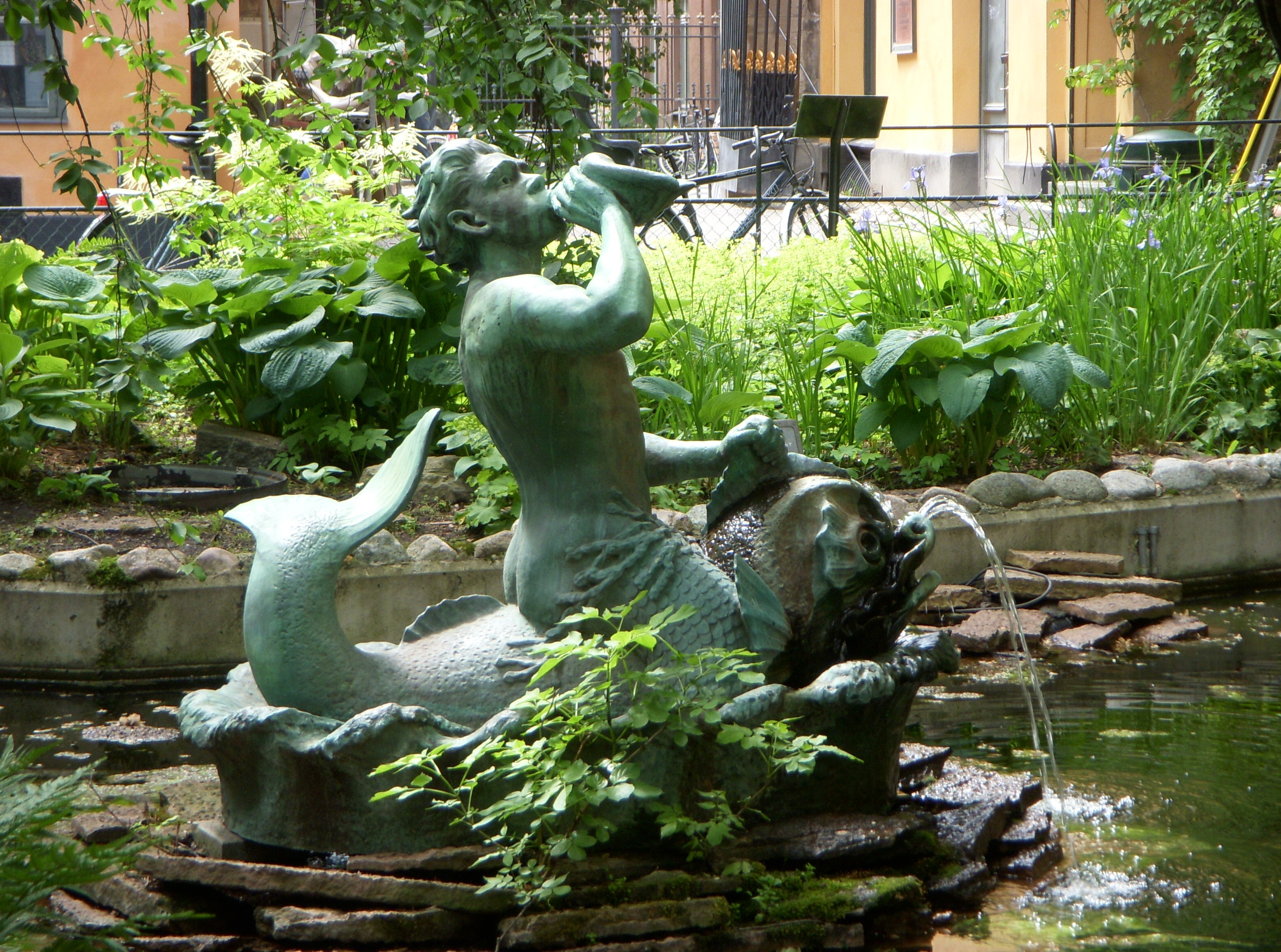
"Triton på delfin"
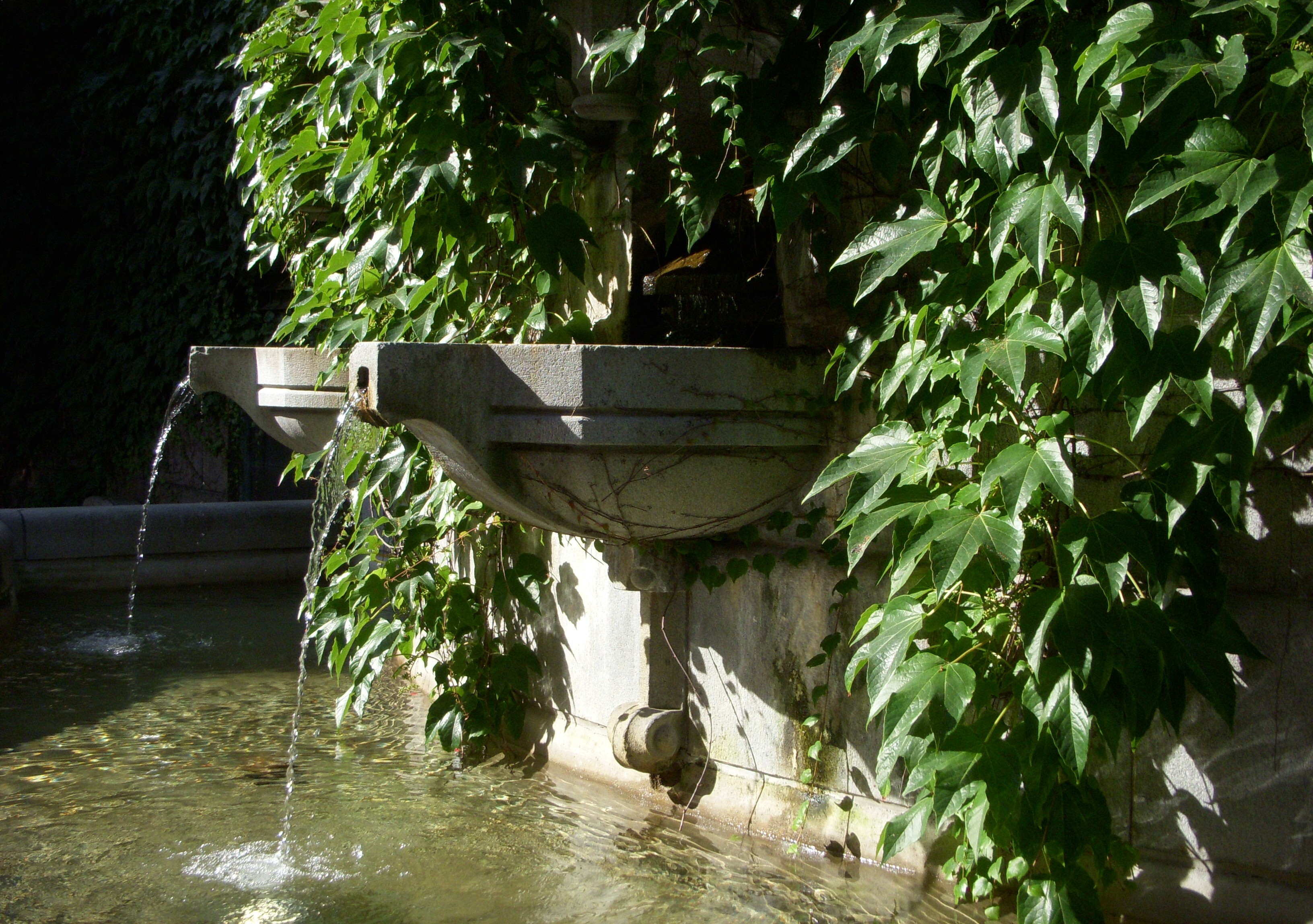
"Sankt Göran brunnen", detalj

## Carl Milles fontänskulpturer i Stockholm

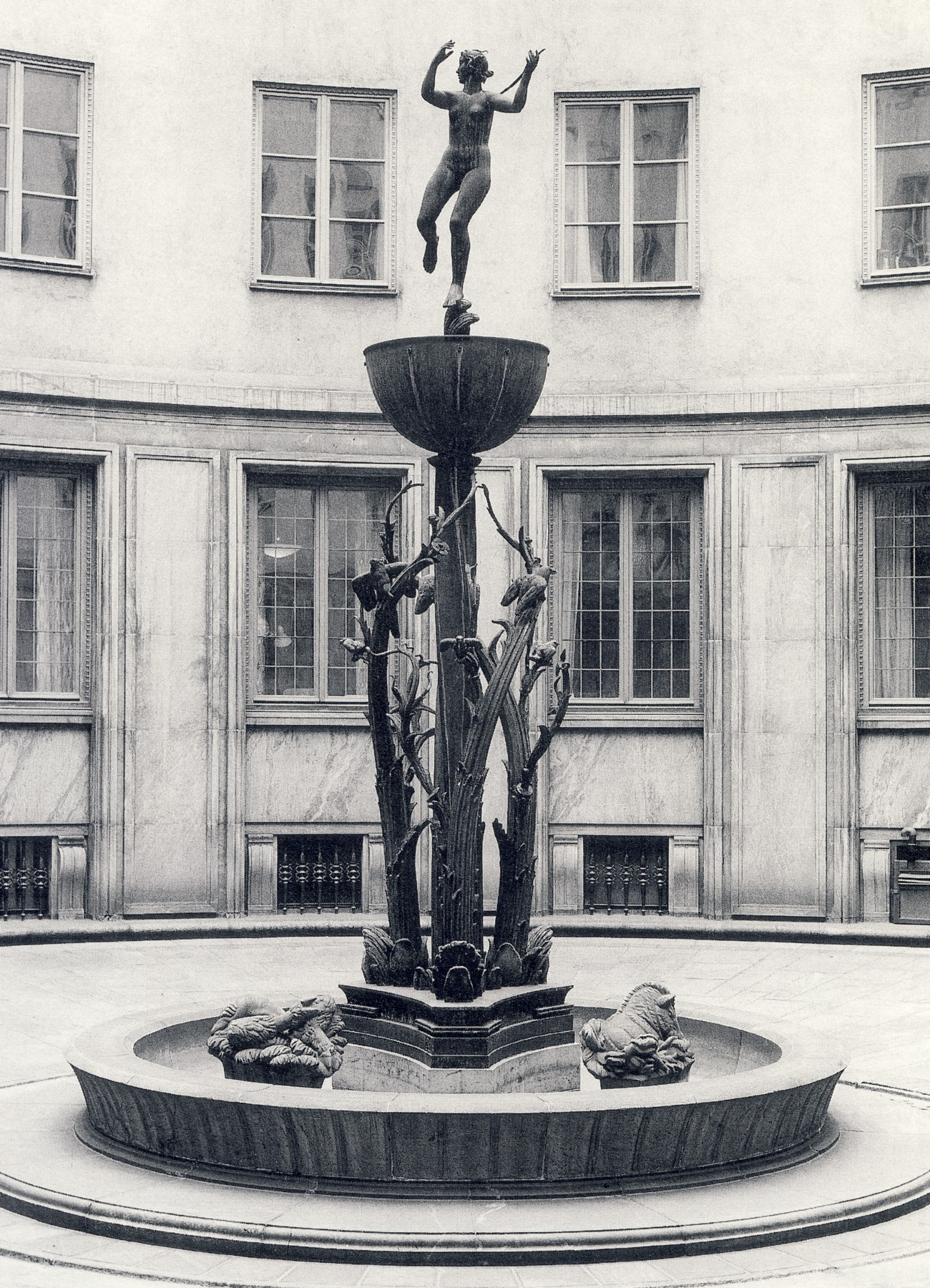
Dianafontänen i Tändstickspalatset.

Den svenske skulptören Carl Milles är känd för sina fontänskulpturer som finns uppställda på flera håll i världen, inte minst i USA där Milles var verksam mellan 1931 och 1951. En omfattande samling av hans fontänskulpturer kan beskådas i Millesgården på Lidingö. 

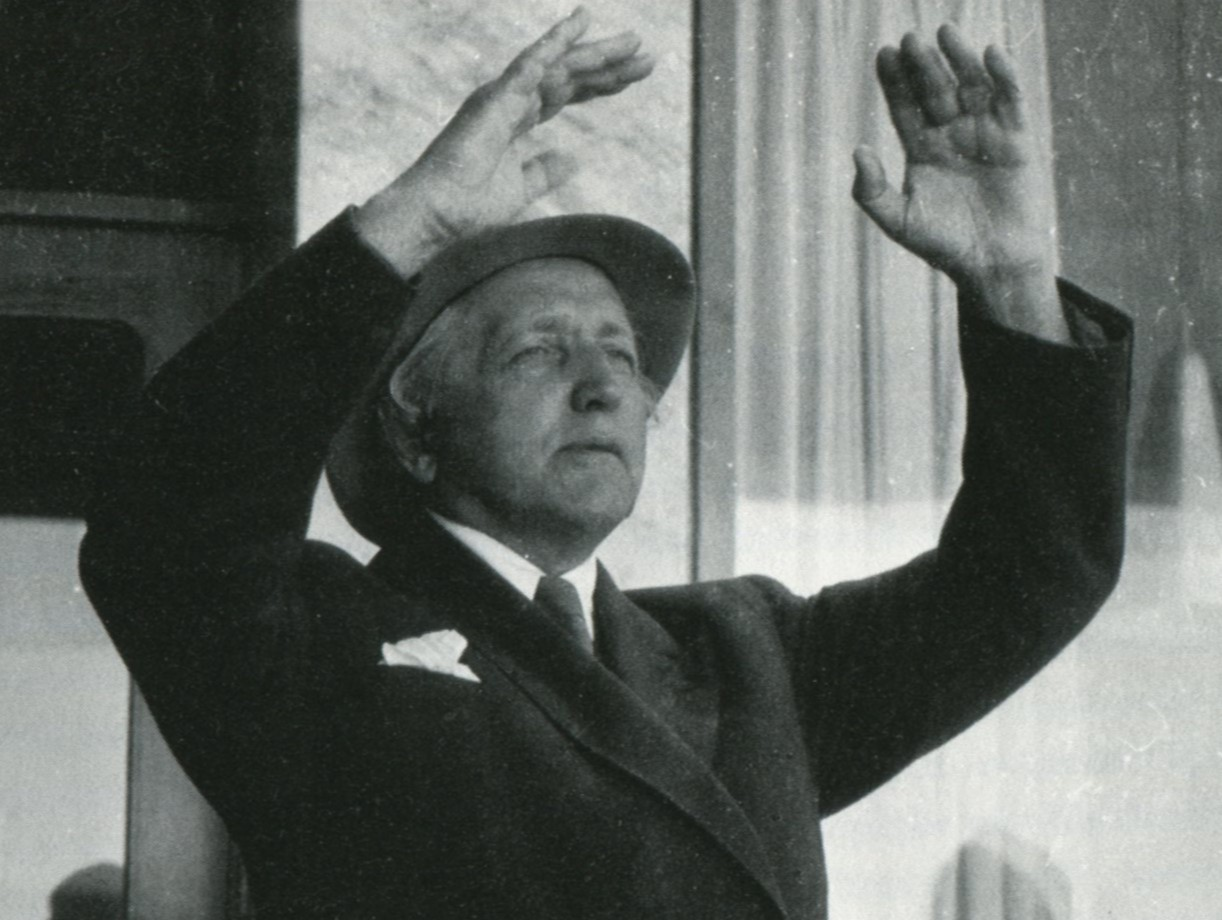
Milles på 1940-talet.

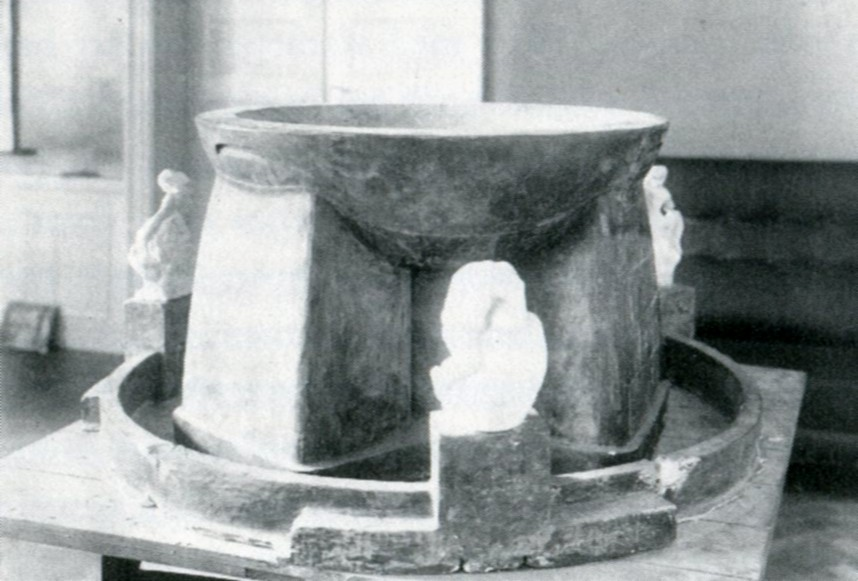
Carl Milles tävlingsbidrag (skiss) för Industrimonumentet 1909.

I Stockholms stad finns bara tre av hans många vattenskulpturer på offentliga platser. Dessutom finns några på privat mark. Den största "offentliga" är Orfeusgruppen på Hötorget utanför Ivar Tengboms Konserthus. Orfeusgruppen blev en mödosam och långdragen historia. Konserthusbyggnaden stod färdigt redan 1926 men det dröjde till 1936 innan fontänskulpturen kom på plats. Orfeusgruppen räddades med hårfin marginal till Stockholm. År 1935 fattade stadsfullmäktige äntligen sitt beslut att ge Milles uppdraget. Beslutet hade en rösts majoritet, som dessutom avgivits av misstag. Först nu började Carl Milles på allvar arbeta med skulpturen och slutresultatet blev ett helt annat än det förslag som Stadsfullmäktige hade beslutat om. Framför allt förändrades hela kompositionen genom tillkomsten av åtta kvinnliga och manliga gestalter som svävar i vattnet runt Orfeus. Den manliga figuren som förtvivlat höjer händerna mot himlen bär Beethovens anletsdrag. Detta var ingen tillfällighet,  Beethoven var för Milles symbolen för det stora, lidande konstnärsgeni, som han själv gärna ville vara.
Framför KTH står ytterligare en av Milles offentliga fontänskulpturer; Industrimonumentet eller Industribrunnen skapades 1924-1926. Industrimonumenet var ett resultat av en 1909 utlyst tävling och Milles ursprungliga något klumpiga förslag kallades i pressen bland annat soppskål, spottkopp och ful klump. Aftonbladet skrev i en av många hätska artiklar: Äh, snälle herr Milles, låt oss slippa! Milles tilldelades visserligen första priset, men tävlingsjuryn var oenig och inte alla kunde följa Milles djupsinniga symbolik. Milles omarbetade sitt förslag därefter flera gånger. Monumentet som ursprungligen var tänkt som en hyllning till svensk industri hade till slut ganska lite med industri att göra. På skålens sidor placerade han reliefer visande amasoner och vilda hundar som jagar kentaurer. Inspirationen till den nuvarande utformningen hämtade Milles från antika grekiska dryckeskärl.
En annan av Milles fontänskulpturer, Dianafontänen, återfinns i den privata innergården av Tändstickspalatset. Även här ett samarbete mellan Milles och husets arkitekt Ivar Tengbom. Båda lyckades med ett sådant harmoniskt samspel, att man inte vet om gården var skapad för fontänen eller tvärtom. Gården omsluter Dianafontänen från alla sidor, vilket gör den till gårdens centrum. Gården är ganska trång och för att kunna se Diana från alla håll, lät Milles ta henne ett danssteg uppåt i luften med lätt bakåtvänd huvud. Den gracila sockeln, föreställande uppåtsträvande växter, bidrar i sin tur till det luftiga intrycket. Till hela arrangemanget hör även ett vildsvin och en hjort som från gårdshörnen på ingångssidan betrakta Diana och får så ett samspel mellan medelpunkt och omgivning.
Lilla Tritonen på Waldemarsudde på Södra Djurgården restes 1914. Tritonen är utförd i brons och sitter i en stor vas av räfflad, blankpolerad, svart granit. Vattnet som han blåser rakt upp i luften faller i glittrande droppar ner över hans kropp. På innergården av Erik Lallerstedts flerbostadshus på Danderydsgatan 15 finns en "privat" springbrunn med staty av Milles. Även i Villa Geber i Diplomatstaden, uppförd 1911-1913 efter ritningar av Ragnar Östberg, lät bankiren Philip Geber smycka sin innergård med en brunn med figurer utförda av Milles.

### Bilder

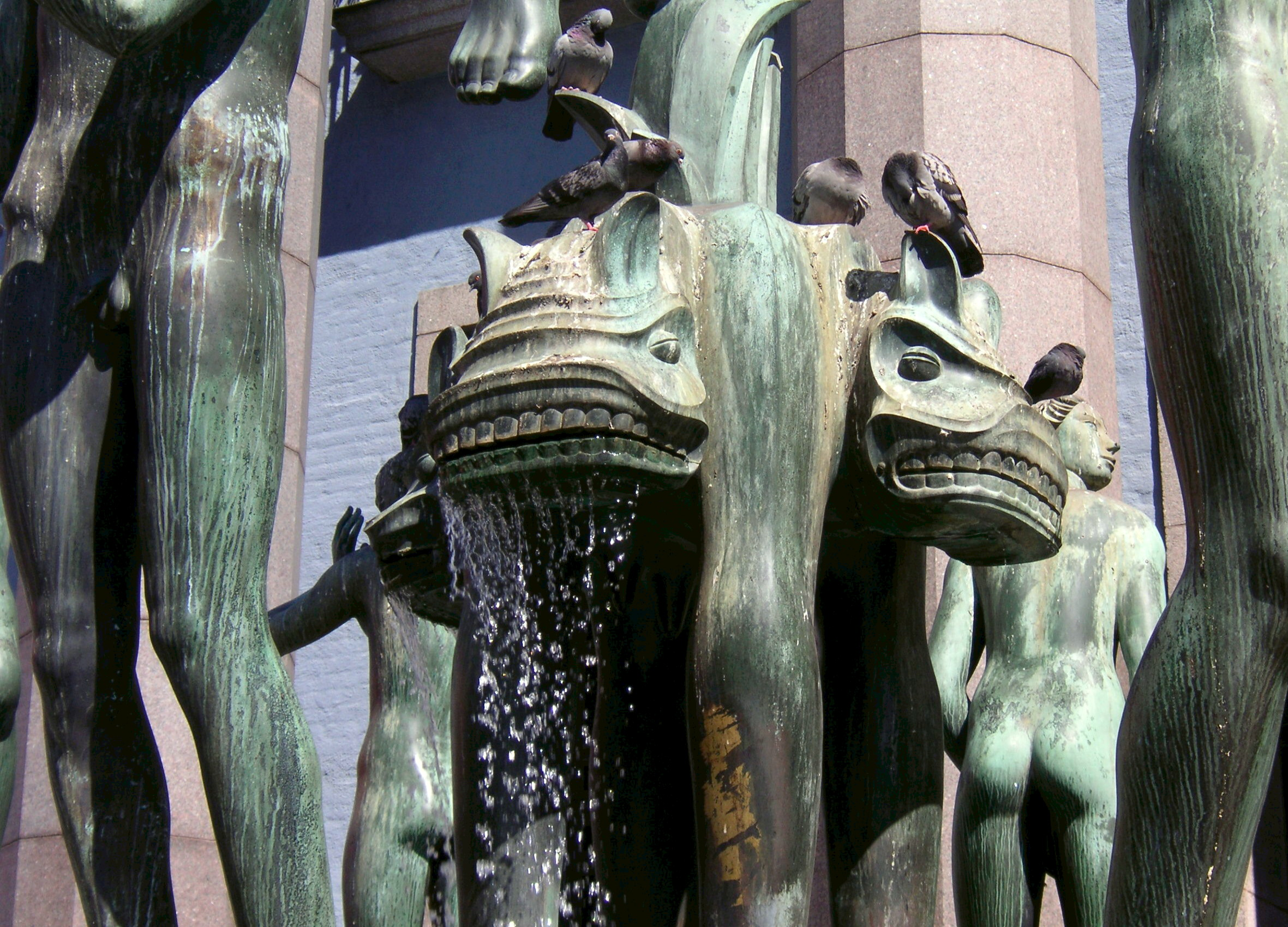
Orfeusgruppen, detalj
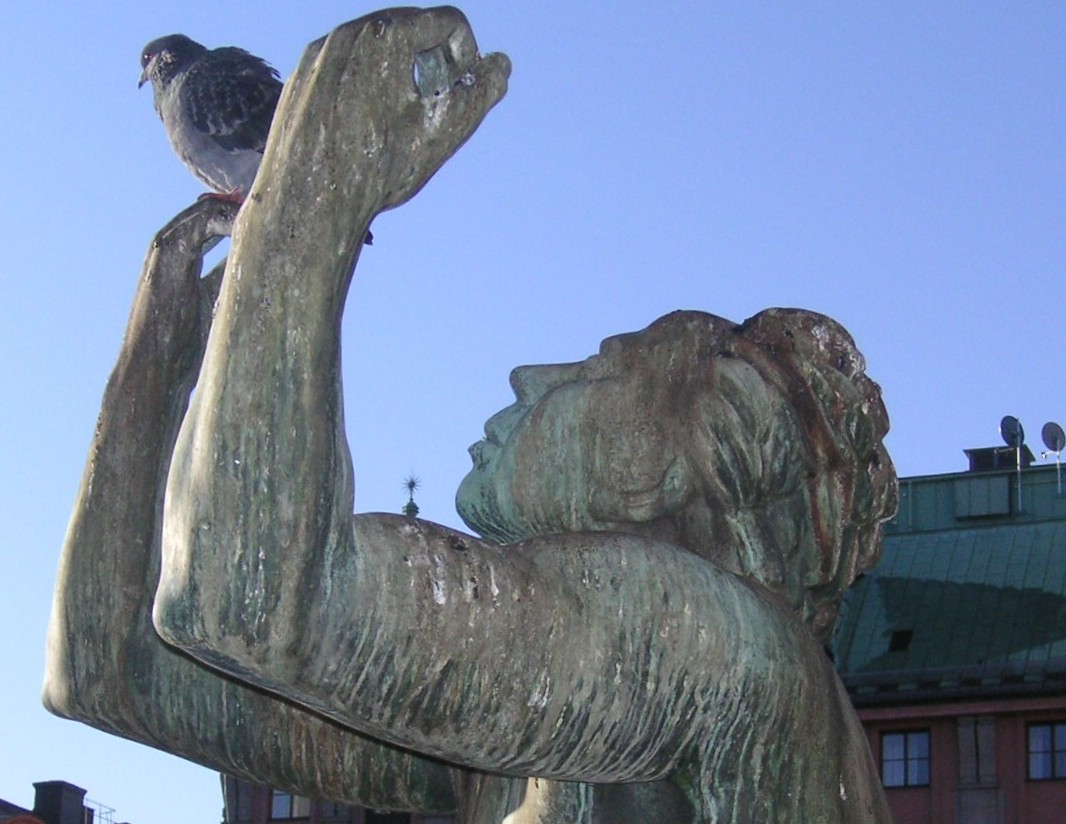
Orfeusgruppen, detalj, Beethoven
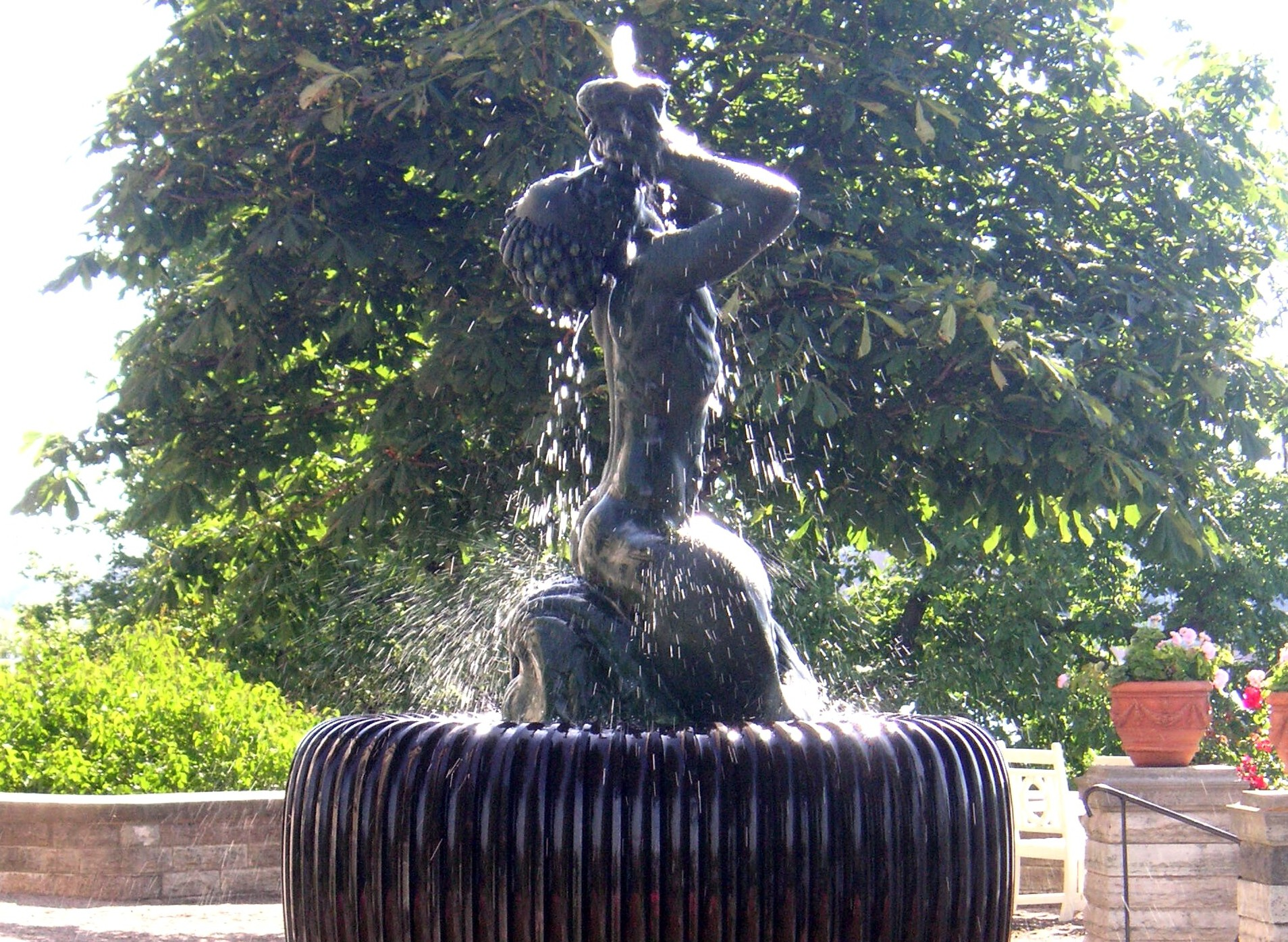
Lilla Tritonen på Waldemarsudde
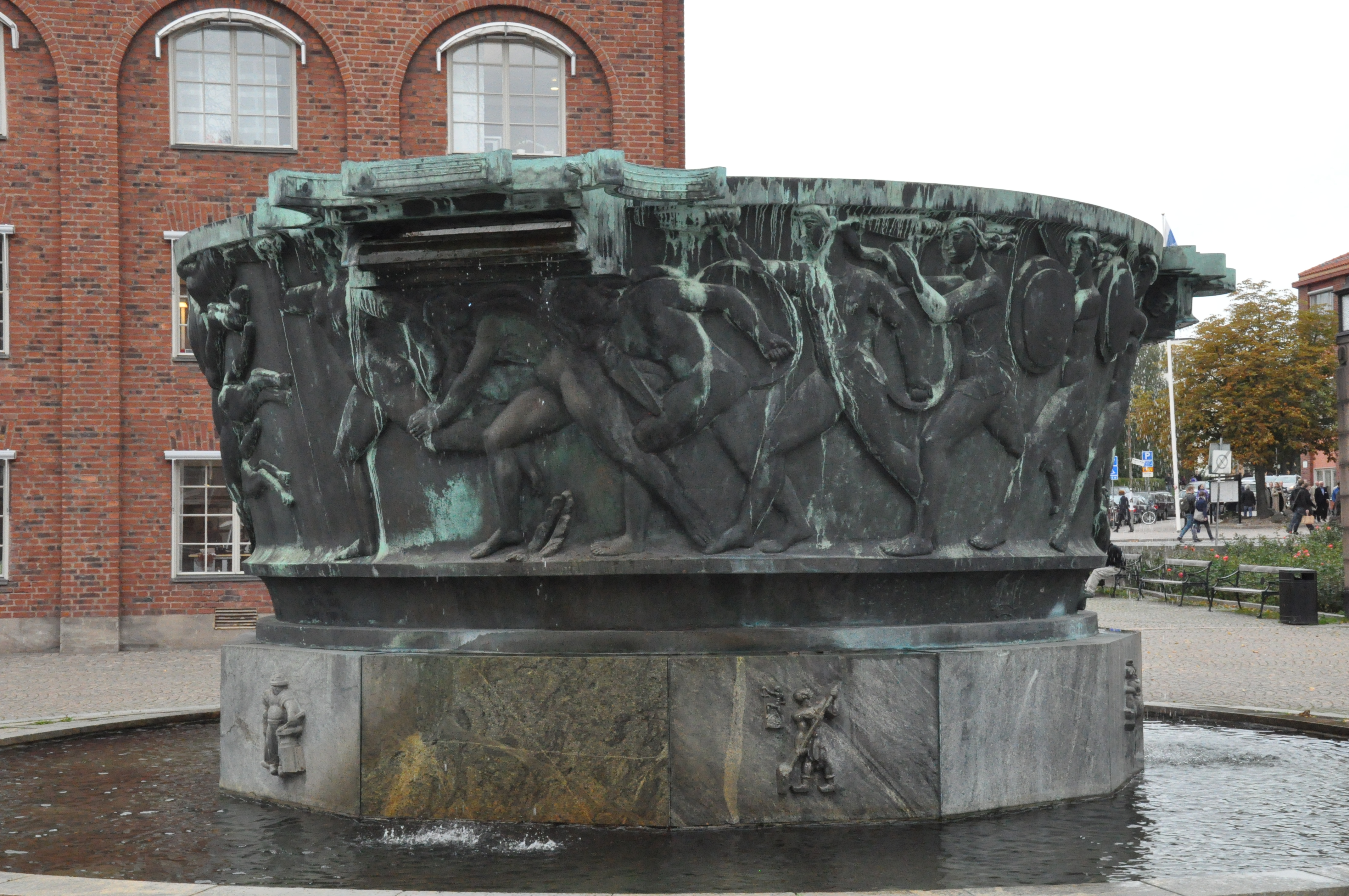
Industrimonumentet, KTH

## Stadens spegel- och plaskdammar

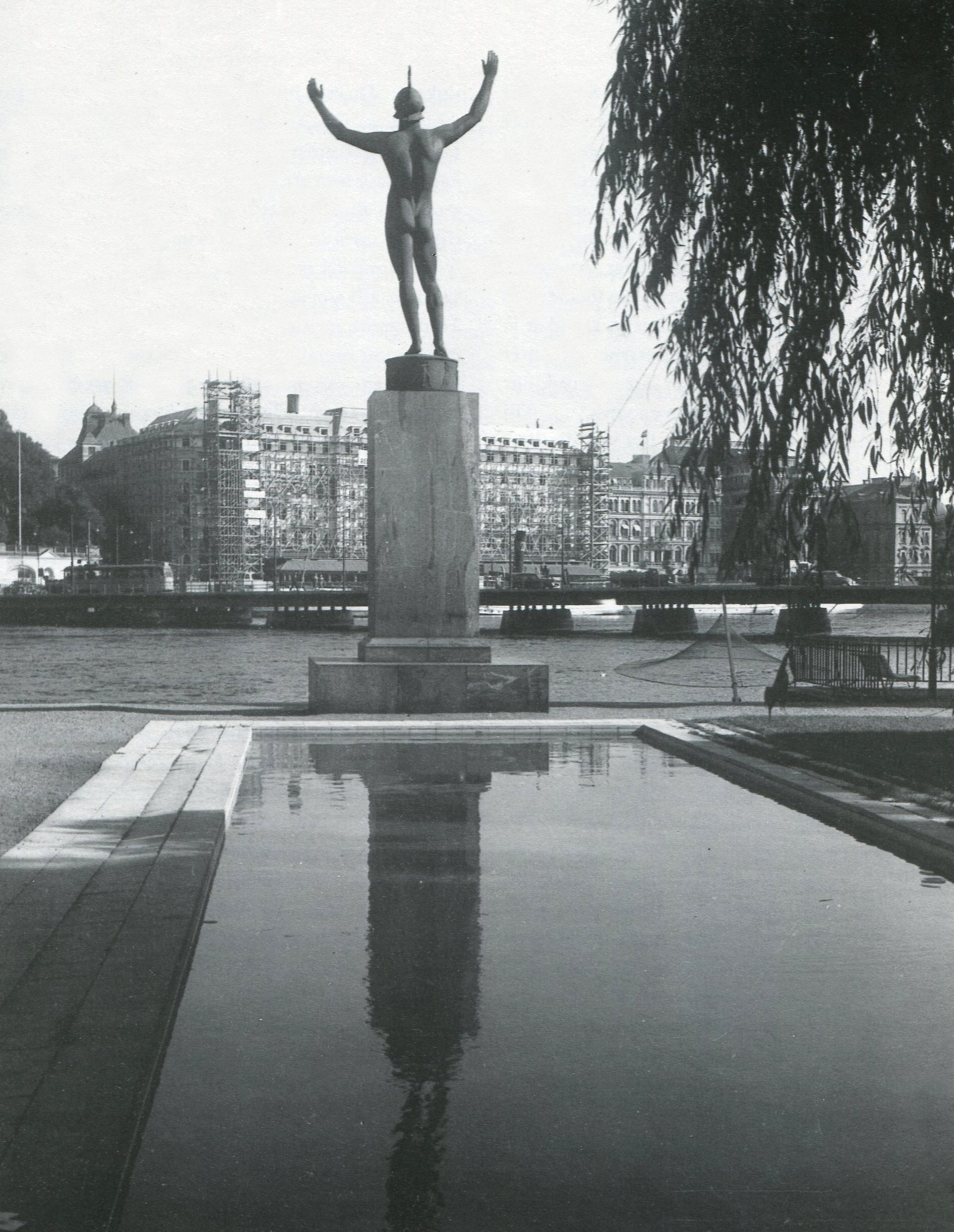
Strömparterren med Solsångaren och spegeldammen på 1950-talet.

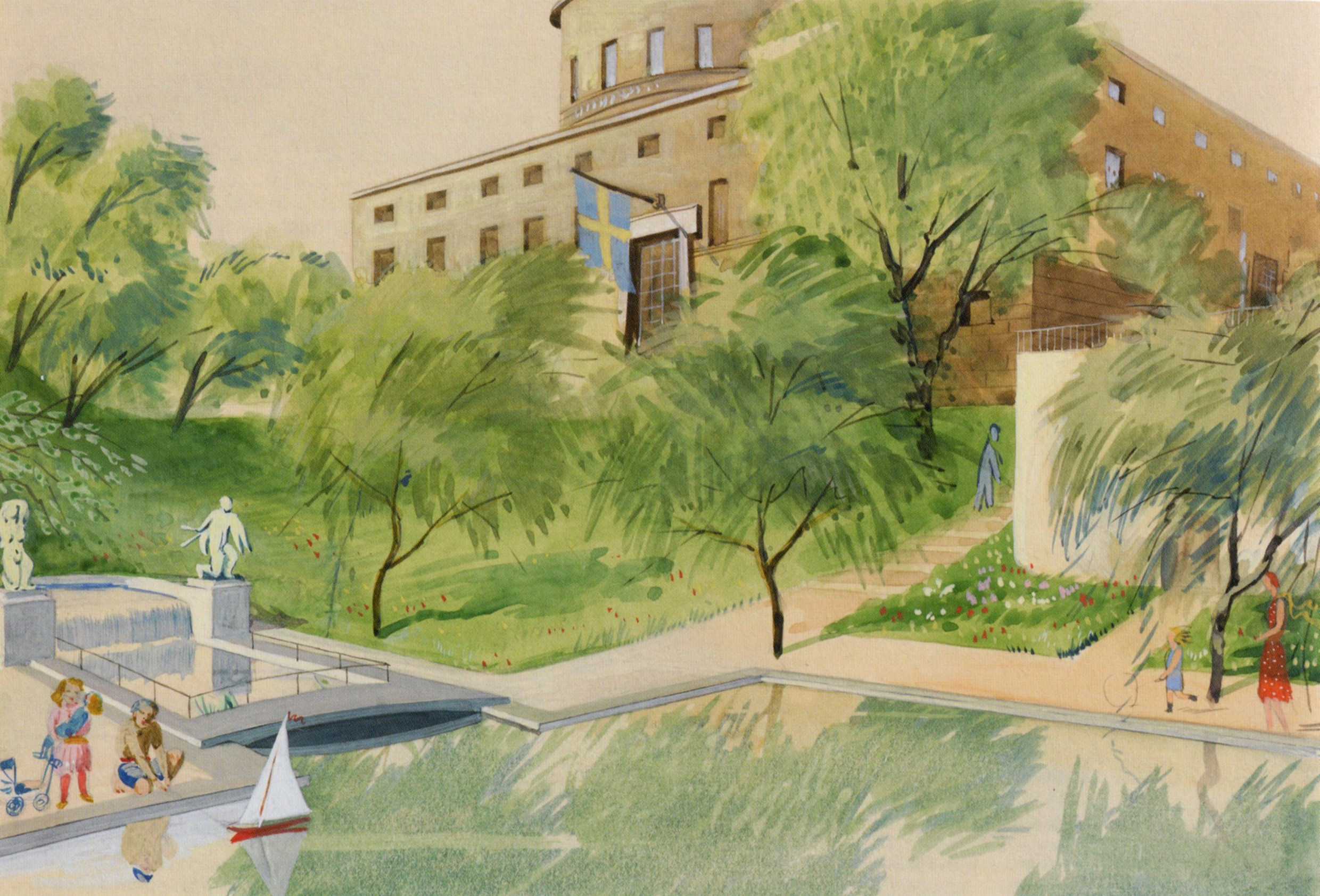
Asplunds skiss från 1931 för Observatorielundens spegeldamm.

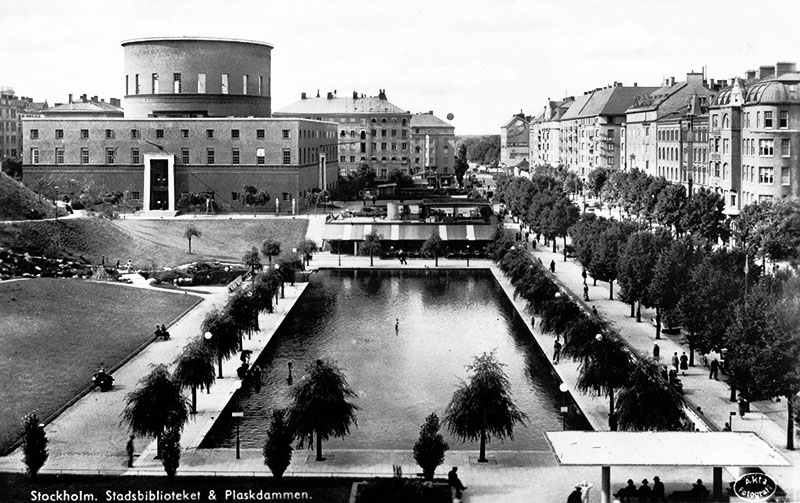
Stadsbibliotekets damm, 1928.

En vattendamm inbjuder inte bara till lek utan är även ett estetiskt inslag i Stockholms parker och torg. Vattnet bryter ljuset och speglar omgivningen. Ett vackert exempel härför är spegeldammen på Strömparterren, som anlades på 1930-talet. Står man på Norrbro och ser österut över Strömparterren speglar sig Carl Milles skulptur Solsångaren (rest 1926) i dammens vatten. 2011-2012 upprustades hela Strömparterren inklusive spegeldammen. Ett liknande arrangemang finns på Waldemarsudde där skulpturen Näckrosen av Per Hasselberg ligger vid kortsidan av en mindre spegeldamm, anlagd 1886.
På 1930-talet skulle vattnet i parken integreras i barnens lek med hjälp av plaskdammar. I nästan varje nyanlagd park fanns en plaskdamm och äldre parker kompletterades med en sådan. Det var en medveten strategi och en del av den så kallade Stockholmsstilen som introducerades av Holger Blom på 1930-talet. Enligt den filosofin skulle stadens parker innehålla en funktionsanpassad lekplats. 
Exempel härför är Observatorielundens del vid Stockholms stadsbibliotek. Spegeldammen, närmare 100 meter lång och med en yta på 1840 m², sträcker sig utmed Sveavägen. I anslutning ordnades en  konstgjord bäck, Bäckfåran, dammen och bäcken ritades av arkitekt Gunnar Asplund och anlades 1931-1932.  På Asplunds skiss för dammen syns lekande barn vid dammens kant och en modellsegelbåt i vattnet. Även vid Björns trädgård fanns en plaskdamm som numera är borttagen.
Andra exempel för plaskdammar i funktionsanpassade parker är Tengdahlsparken, Fredhällsparken och särskild Tegnérlunden, som i början av 1940-talet omdanades genomgripande genom  Bloms förslag tillsammans med Erik Glemme. Då byggdes bl.a. en konstgjord bäck som rinner utför sluttningen, stannar upp vid små vattenspeglar och en liten stenvalvsbro och mynnar slutligen i en oregelbundet formad plaskdamm.
Tessinparken blev ett stort projekt som genomfördes 1932 till 1940. Parken utformades med en fontän i huvudaxeln, raka gångar och öppna gräsytor.  I parkens nordöstra hörn ligger plaskdammen. Parken liksom Gärdets stadsplan hade ritats av arkitekten Arvid Stille.
I Kungsträdgårdens norra del genomfördes 1997-1998 en uppmärksammad upprustning och ombyggnad i enlighet med stadsplanearkitekten Aleksander Wolodarskis förslag.  Upprustningen gjordes i samband med att Stockholm var Europas kulturhuvudstad. Då anlades en stor central spegeldamm, japanska körsbärsträd i allé planterades och samtliga lindar i dåligt skick byttes ut. 

### Bilder

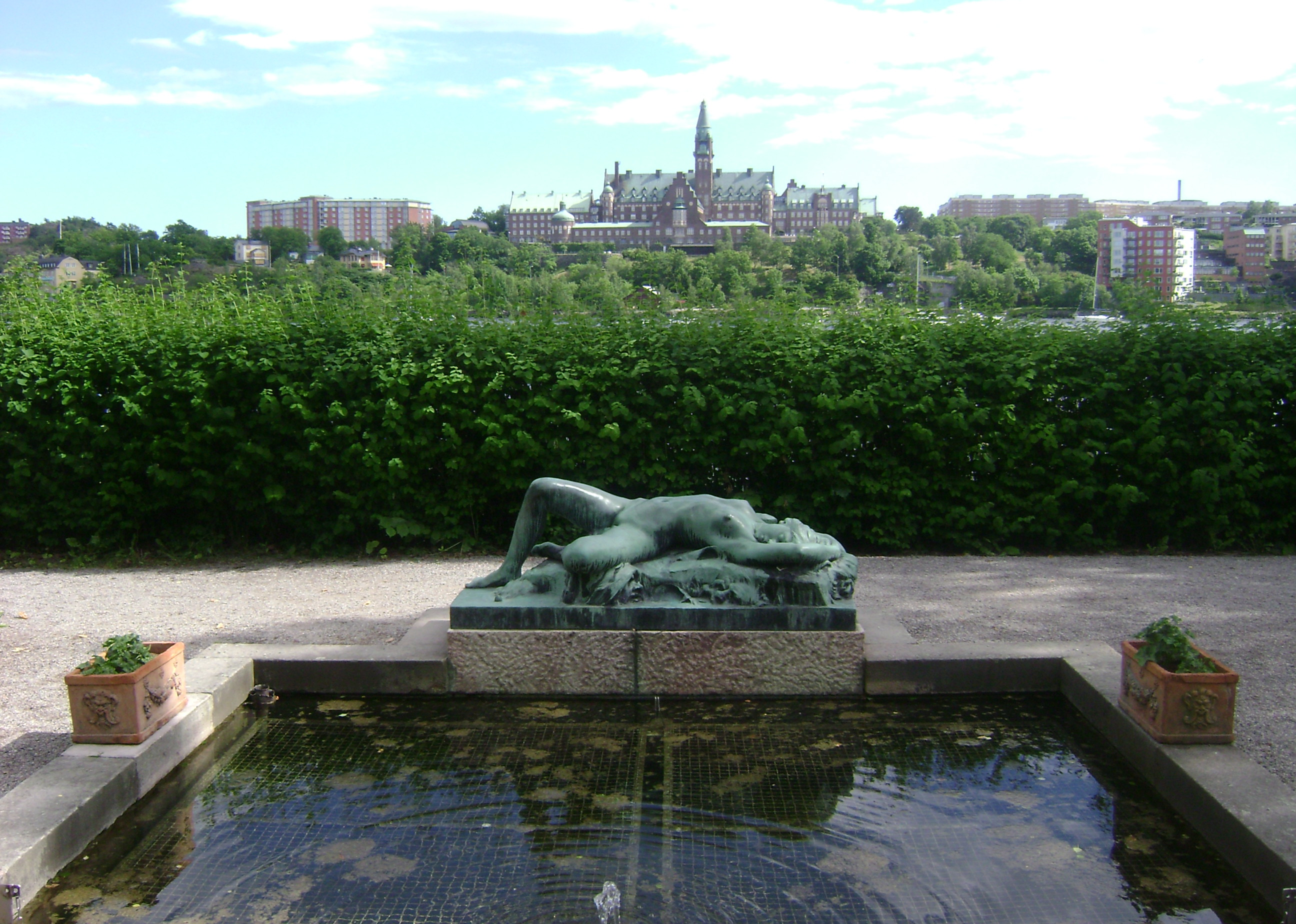
Skulptur Näckrosen och spegeldammen, Waldemarsudde.
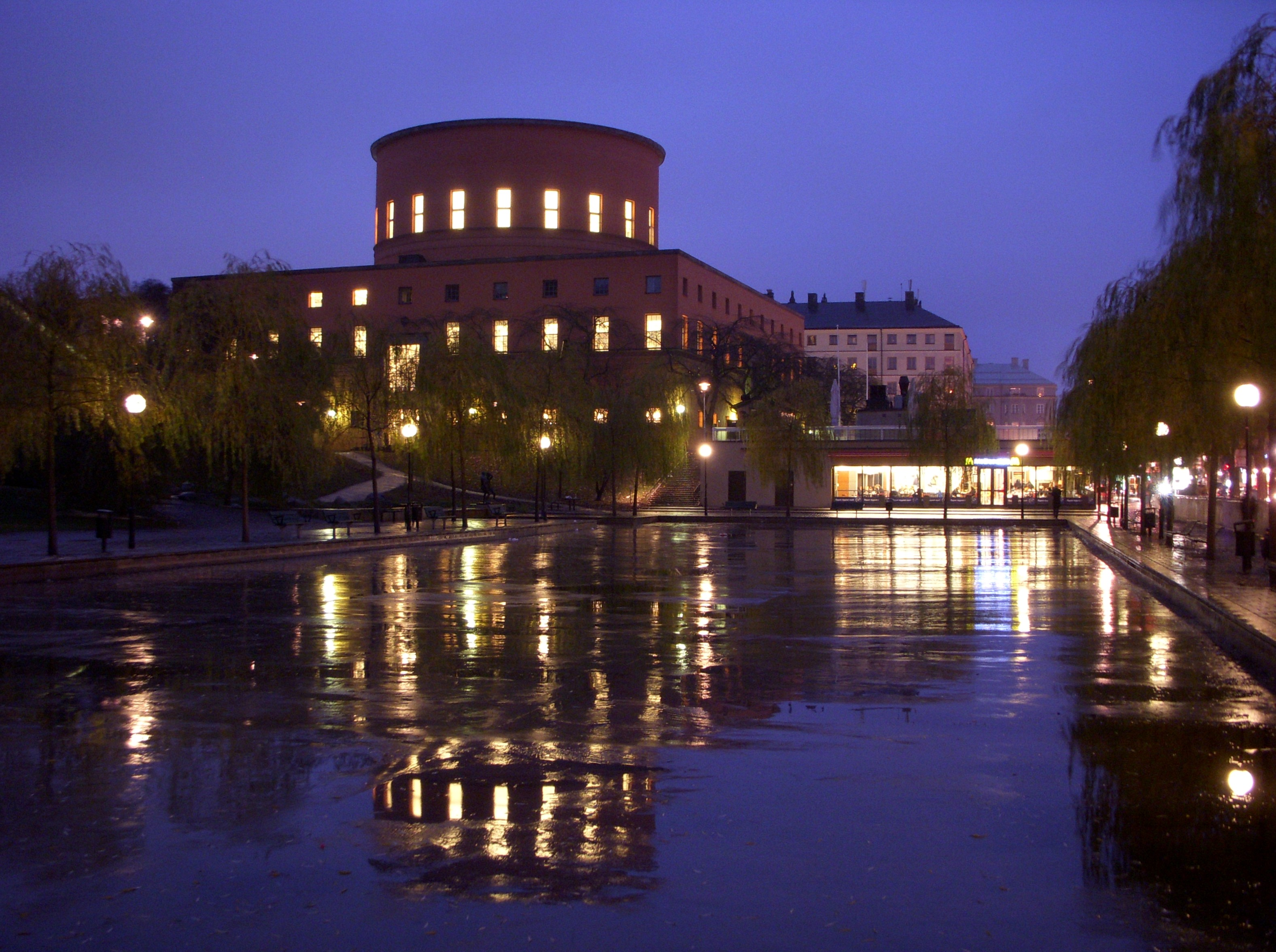
Spegeldammen vid Stockholms stadsbibliotek.
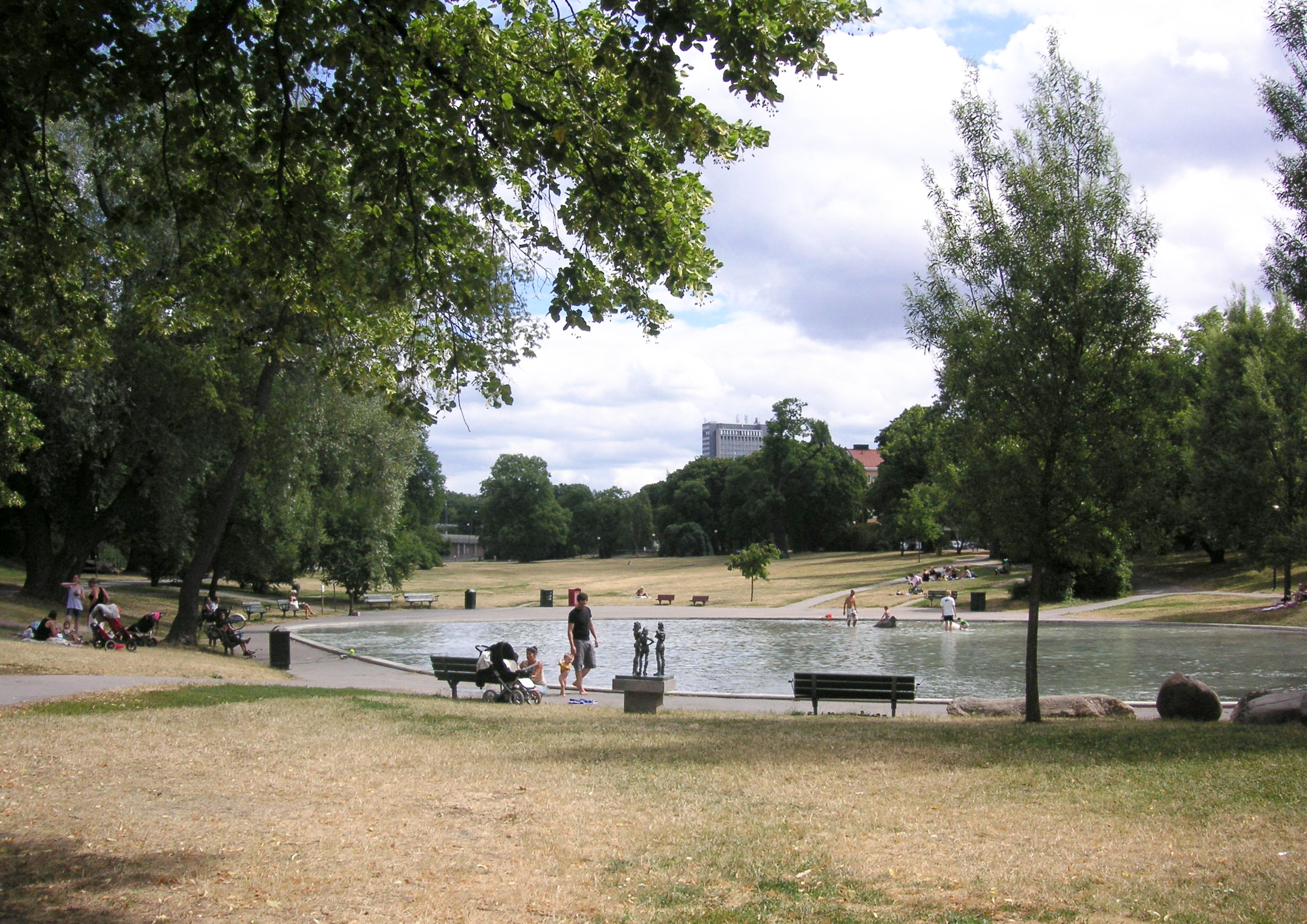
Fredhällsparkens plaskdamm.
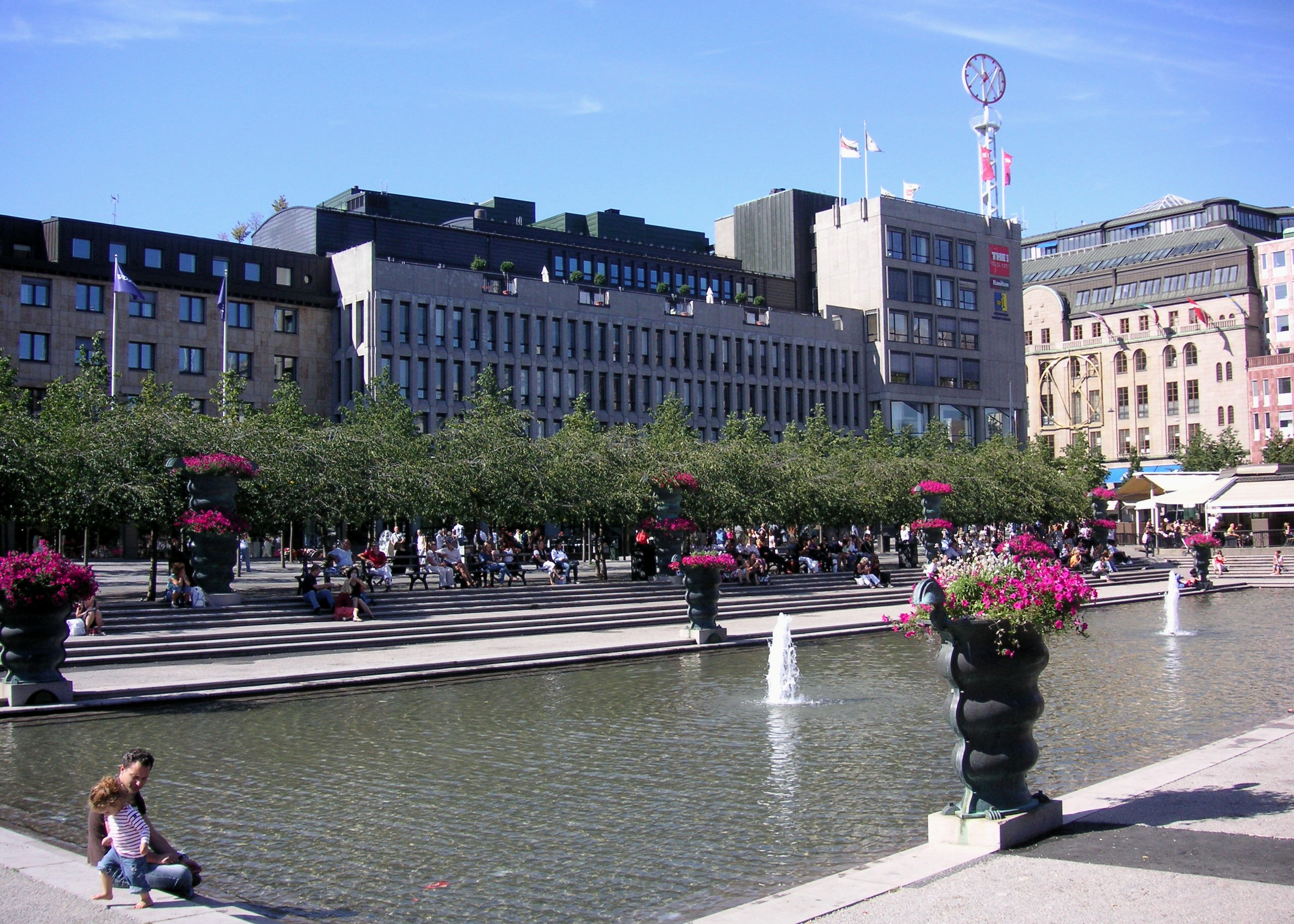
Kungsträdgårdens nya damm med fontäner.

## Fontäner och fontänskulpturer i nyare stadsplanering

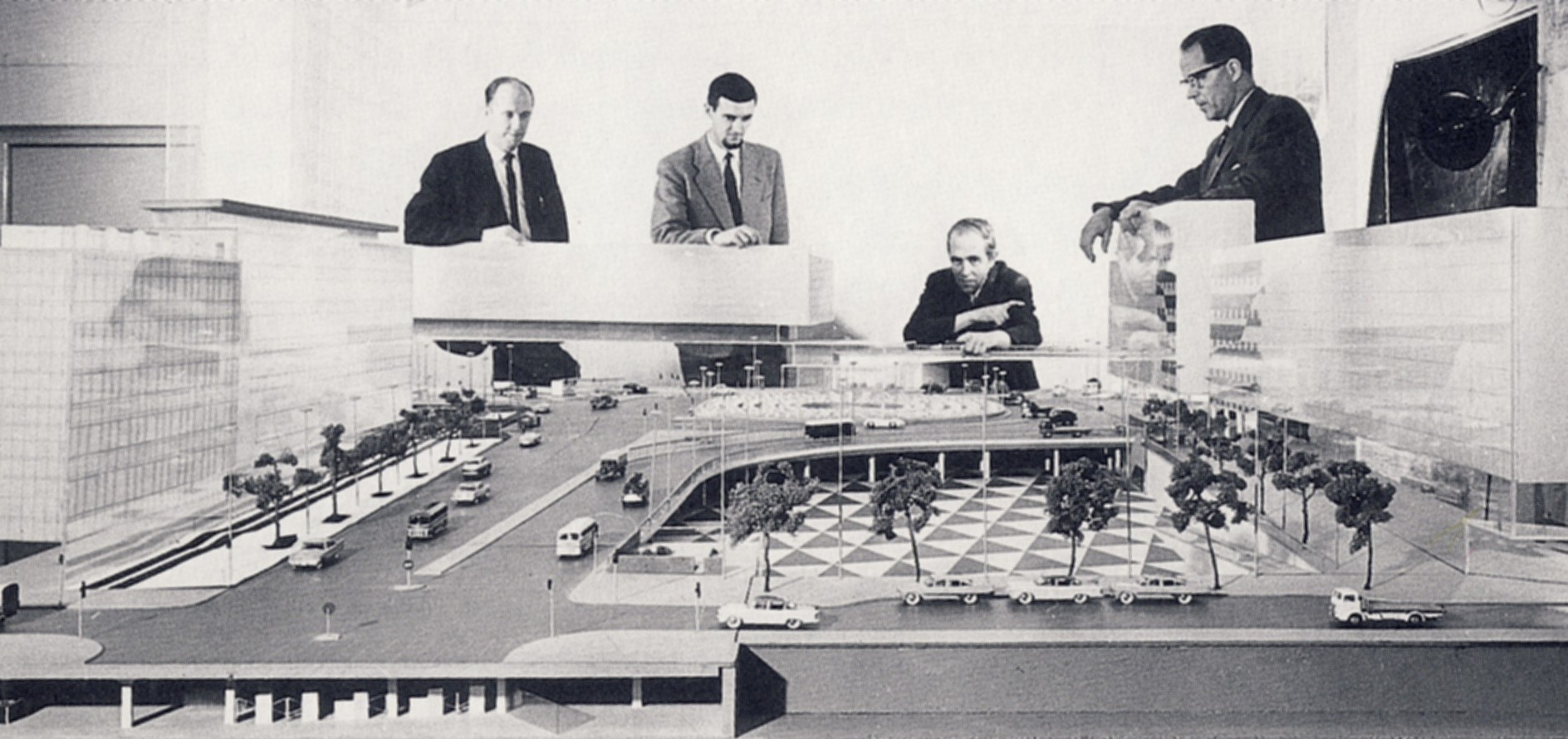
Planeringsarbete för Sergels torg 1965.
Arkitekt David Helldén på huk i mitten.

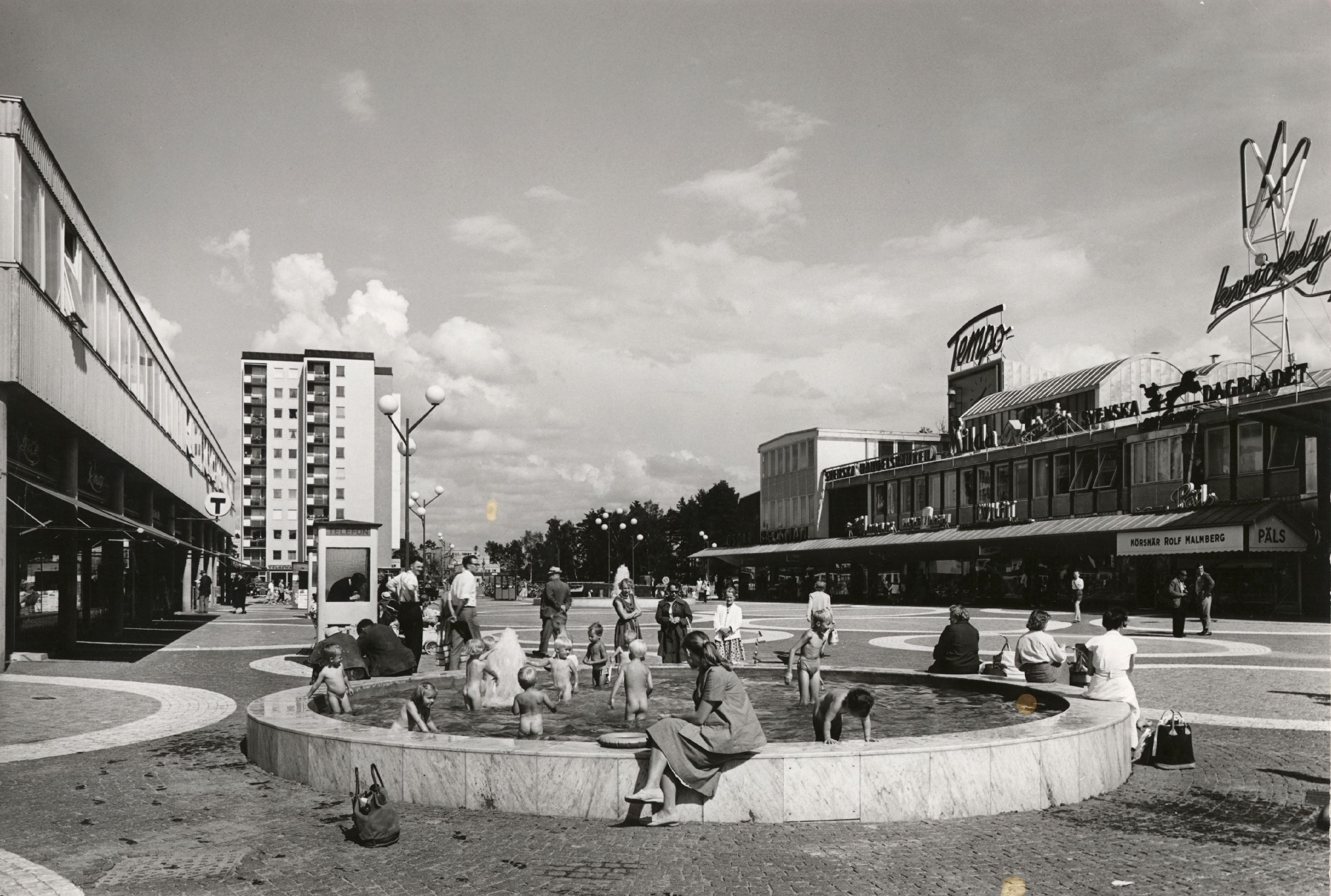
Plaskdammen i Vällingby centrum 1954.

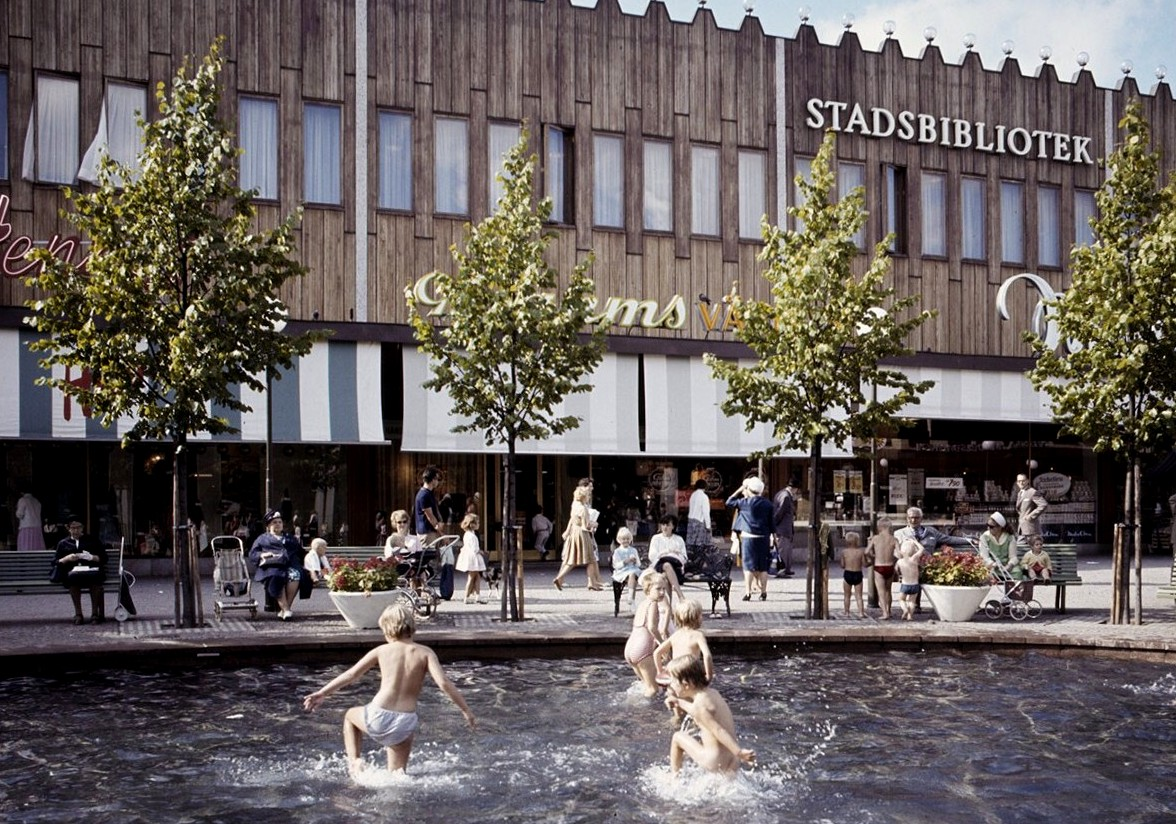
Plaskdammen på Farsta torg, 1967.

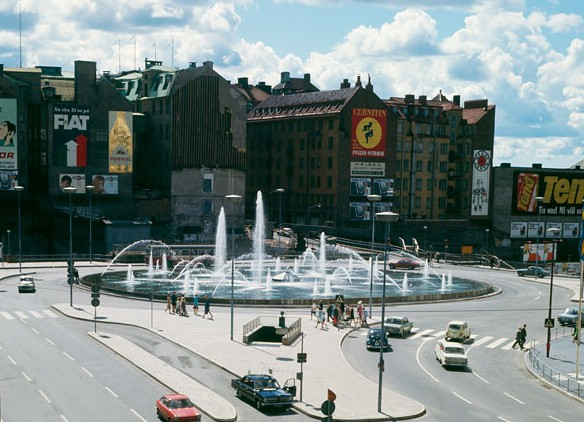
Sergelfontänen, 1968.

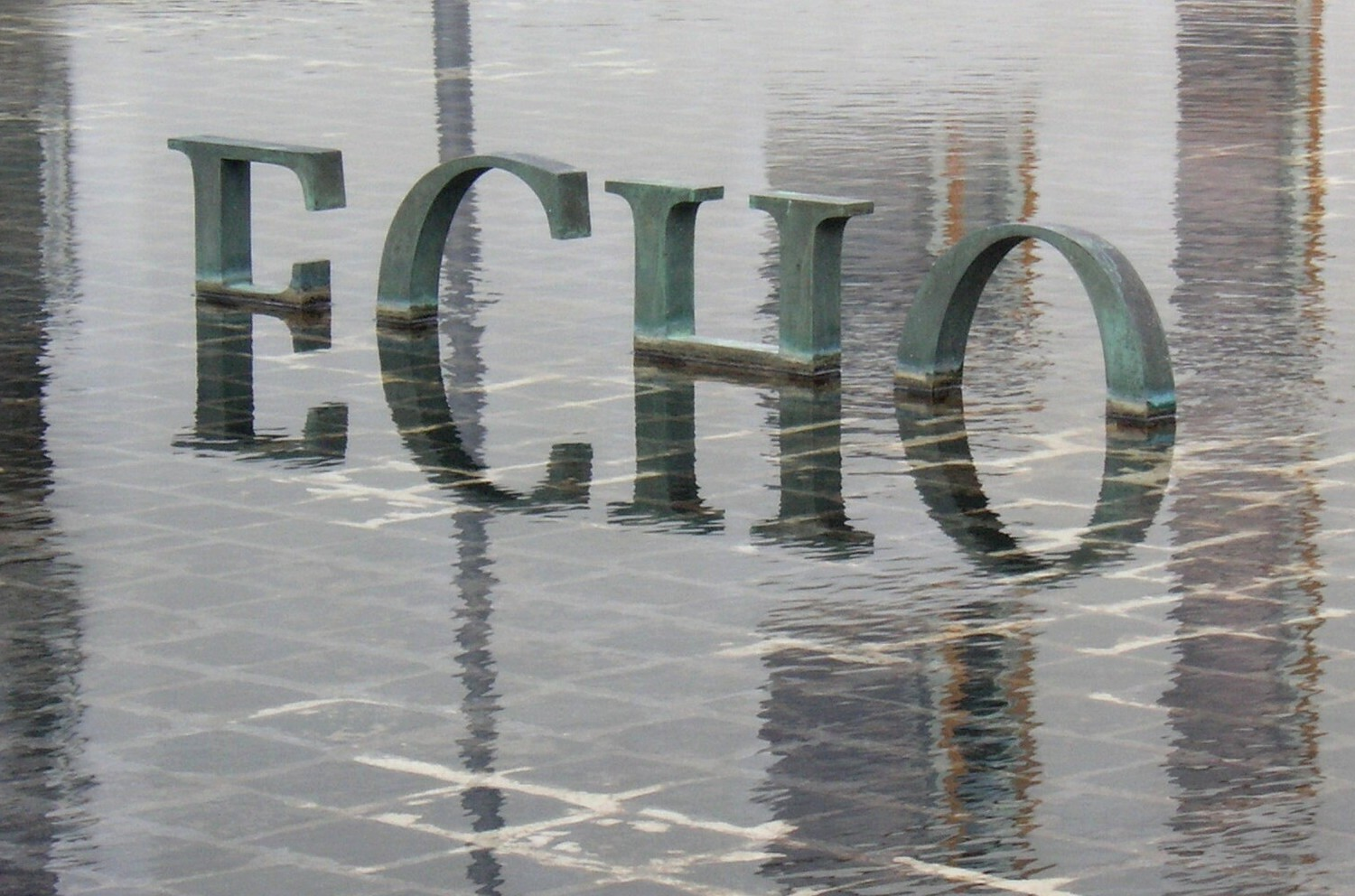
"Body & soul", 2008.

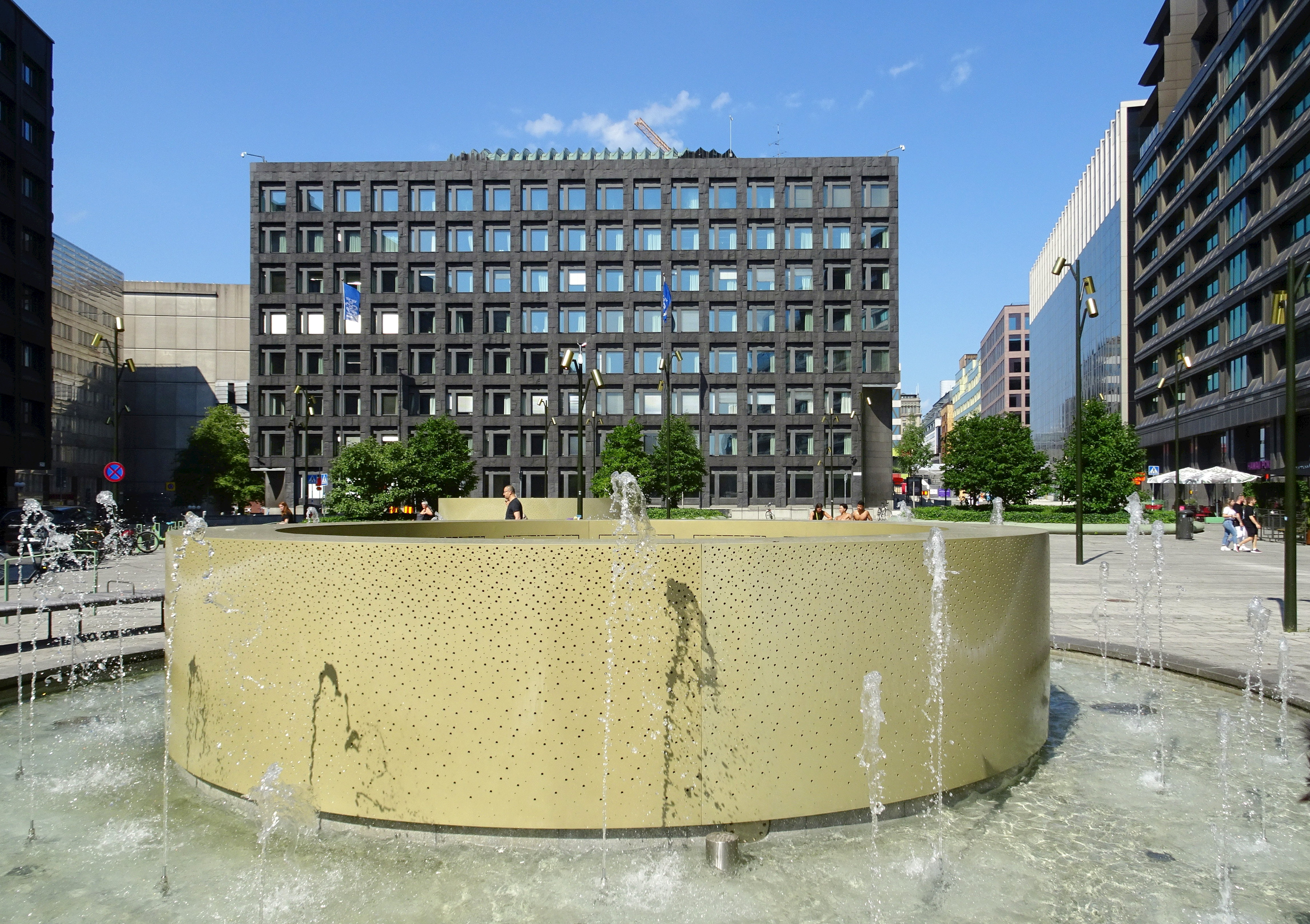
Nya fontänen på Brunkebergstorg.

Redan under 1940-talet påbörjades ett samarbete mellan dåvarande parkförvaltningen och stadsplanekontoret beträffande den estetiska utformningen av allmänna platser och torg. Utöver plantering, beläggning och belysning gällde samarbetet även den konstnärliga utsmyckningen som resulterade i många skulpturer, ibland även kombinerad med fontäner.
De nybyggda förstäder som växte fram kring Stockholm efter andra världskriget planerades efter principen ABC-stad, alltså med arbetsplatser, bostäder och centrum. Centrumanläggningens torg smyckades ofta med fontäner. Först ut var Årsta med Årsta centrum som stod klar 1953. Nästa var Vällingby centrum, invigd 1954. Torget och fontänen hade gestaltats av Erik Glemme och fontänen gav centrets biograf sitt namn Fontänen (numera Filmstaden Vällingby). Vällingby Centrum med sitt karakteristiska cirkelmönster, där vissa av cirklarna utformades som spegel- och plaskdammar byggdes om i början av 2000-talet och fick då namnet Vällingby City, men Glemmes mönster och fontäner existerar fortfarande. Glemme ansvarade även för utformningen av Blackebergs torg, bara några kilometer från Vällingby. Torget domineras av tre svängda modernistiska fontänbassänger.
Farsta torg inom Farsta Centrum stod färdig 1960. Torget var arkitekterna Backström & Reinius’ verk, som även svarade för stadsplanen. På torget restes fontänskulpturen Farstafontänen, av Per-Erik Willö. Den är utformad som fyra stora skålar i koppar som vilar på pelare av röd granit. Vattnet strilar längs skålarnas kant i många små vattenfall ner i fontänbassängerna. I torgets nordöstra del fanns även en plaskdamm för barnen, som är numera överdäckad. 
För Högdalens centrum skapade Willy Gordon 1962 vattenskulpturen Malm och vatten. Den är utförd i brons och föreställer en uppförstoring av de små i malmen inbäddade kristallerna. I Fruängens centrum invigdes 1962 vattenskulpturen Fruarna, ett verk av samma konstnär. I Fruängens centrum märks ytterligare en vattenskulptur, Fruängsfontänen av Bertil Johnson, rest år 2005 på torget mittemot tunnelbaneingången. I Bandhagen stod Folke Truedsson för utformningen av vattenskulpturen Horisontal från 1973. Torget vid Skärholmens centrum utrustades med två spegeldammar och pryds nu efter renoveringen 2005 till 2007 även av fyra fontäner. Till och med ett så litet torg som i Bagarmossen fick en mindre fontän med damm mitt på Lagaplan.
Stockholms mest kända fontän är Sergelfontänen på Sergels torg. Fontänbassängen har formen av en superellips, en form som föreslogs av den danske konstnären och matematikern Piet Hein genom kontakt med arkitekt David Helldén, som stod för den övergripande gestaltningen av området. Fontänen stod klar 1968 tillsammans med första etappen av Norrmalmsregleringen och långt innan Kulturhuset invigdes. Det dröjde även till 1974 innan fontänens accent var på plats, Kristallvertikalaccent, en glaspelare ritad av skulptören Edvin Öhrström. I fontänbassängen finns ett stort antal större och mindre fontäner. En speciell finess är 64 runda, glasade öppningar i bassängen genom vilka man kan betrakta fontänerna från Sergelarkaden underifrån. På vintern, när fontänerna är avstängda och bassängen tömd, arrangerar Stockholms stad artificiella fontäner med elektriskt ljus. Det var populärt för nybakade studenter att ta sig ett bad i Sergelfontänen. Men det kostade Stockholms stad varje år mellan 75 000 och 100 000 kronor i reparationer. Från och med 2011 töms därför fontänen lagom till de första studentflaken invaderar Stockholms centrum.
Brunkebergstorg fick genom Norrmalmsregleringen ett helt nytt ansikte. 1973-1975 förvandlades en planerad nedfart till ett underliggande parkeringsdäck till park. Körsbärsträden i parkens södra del skänktes av japanska staten och fontänerna ritades av David Helldén. Fontänanläggningen består av två bassänger omgivna av en vattenfylld ring med flyttblock. Anläggningen byggdes 2016 om när torget fick en ny gestaltning av arkitektkontoret Ahrbom & Partner.
Till Stockholms nyare vattenkonst hör Vattentrappan i Hammarby sjöstad. Vattentrappan är skapad 2002 av konstnären Dag Birkeland. Den sträcker sig från Sickla sluss till Hammarby sjö och består av  "trappsteg" i röd älvdalskvartsit med öppningar som framkallar pendlande vattenrörelser och för tankarna till en sprudlande fjällbäck. På kvällar och nätter belyses vattnet underifrån med fiberoptik och intressanta ljusreflexer uppstår mot vattentrappans stenväggar. Inte långt därifrån invigdes år 2003 Thomas Nordströms vattenspel Fält, där sexton gröntfärgade betongelement bildar ett 100 kvadratmeter stort mönster. I varje betongdel finns en svart kärna av svarvad, polerad granit. Ur dessa kärnor pumpas vatten och en dator styr vattenspelet från "stillsamt porlande" till "häftigt vulkanutbrott".
Ett lekfullt inslag på Norra Bantorget utanför Norra Latin utgör sedan augusti 1998 den så kallade Maskrosbollen. Namnet är inte officiellt men fontänen påminner om fröställningen av en överblommad maskros. Effekten åstadkoms av ett stort antal bakåtvända sprutmunstycken som duschar ut fontänvattnet i en vattenslöja och formar så en boll. Maskrosbollen invigdes när Norra Bantorget nygestaltades i samband med LO:s 100-årsjubileum. Fontänen utformades efter politikern Anita Modins skisser.
I vattenskulpturen Body & soul av Fredrik Wretman kommer speglingen i en spegeldammen till sin fulla rätt, eftersom utan spegling finns verket bara till hälften. Konstverket består av två grunda dammar som anlades år 2002 utanför den hård trafikerade huvudingången för Södersjukhuset. Intill den västra dammens kortsida knäar en liten mansfigur och känner försiktigt på vattenytan med sin högra hand. Rörelsen besvaras av spegelbilden i vattnet. Mitt i den andra dammen bildas ordet ECHO av halva bokstäver som reflekteras i vattnet och blir hel. Verket har en parallellitet till den grekiska mytologin om Narkissos och den vackra nymfen Echo.

### Bilder

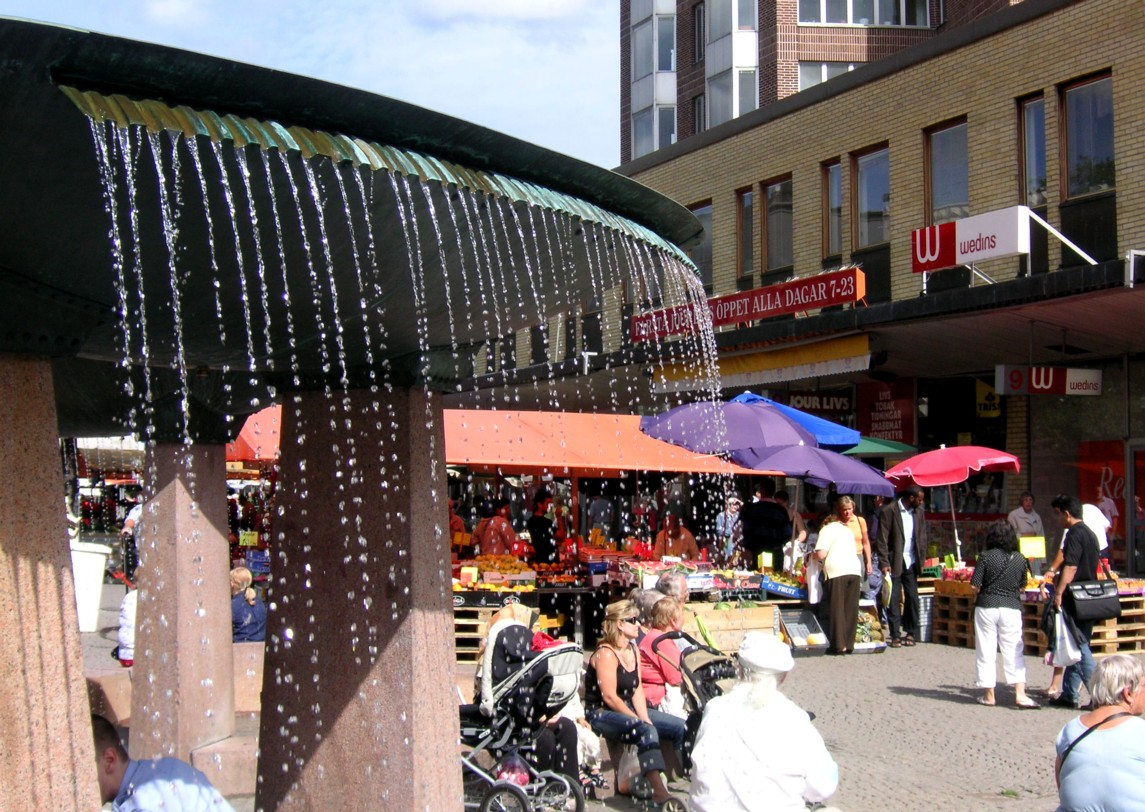
"Farstafontänen" på Farsta torg
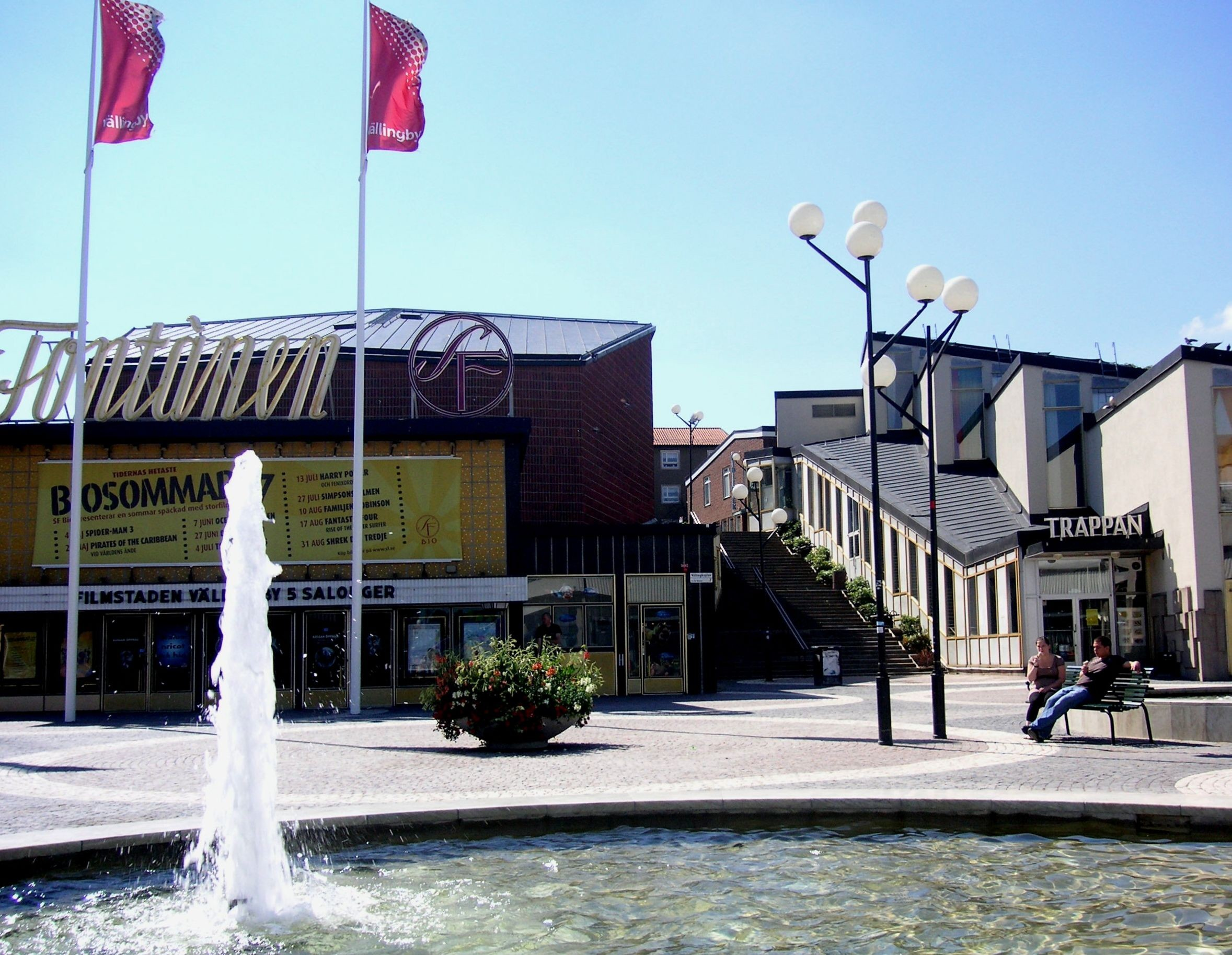
"Fontänen" i Vällingby centrum
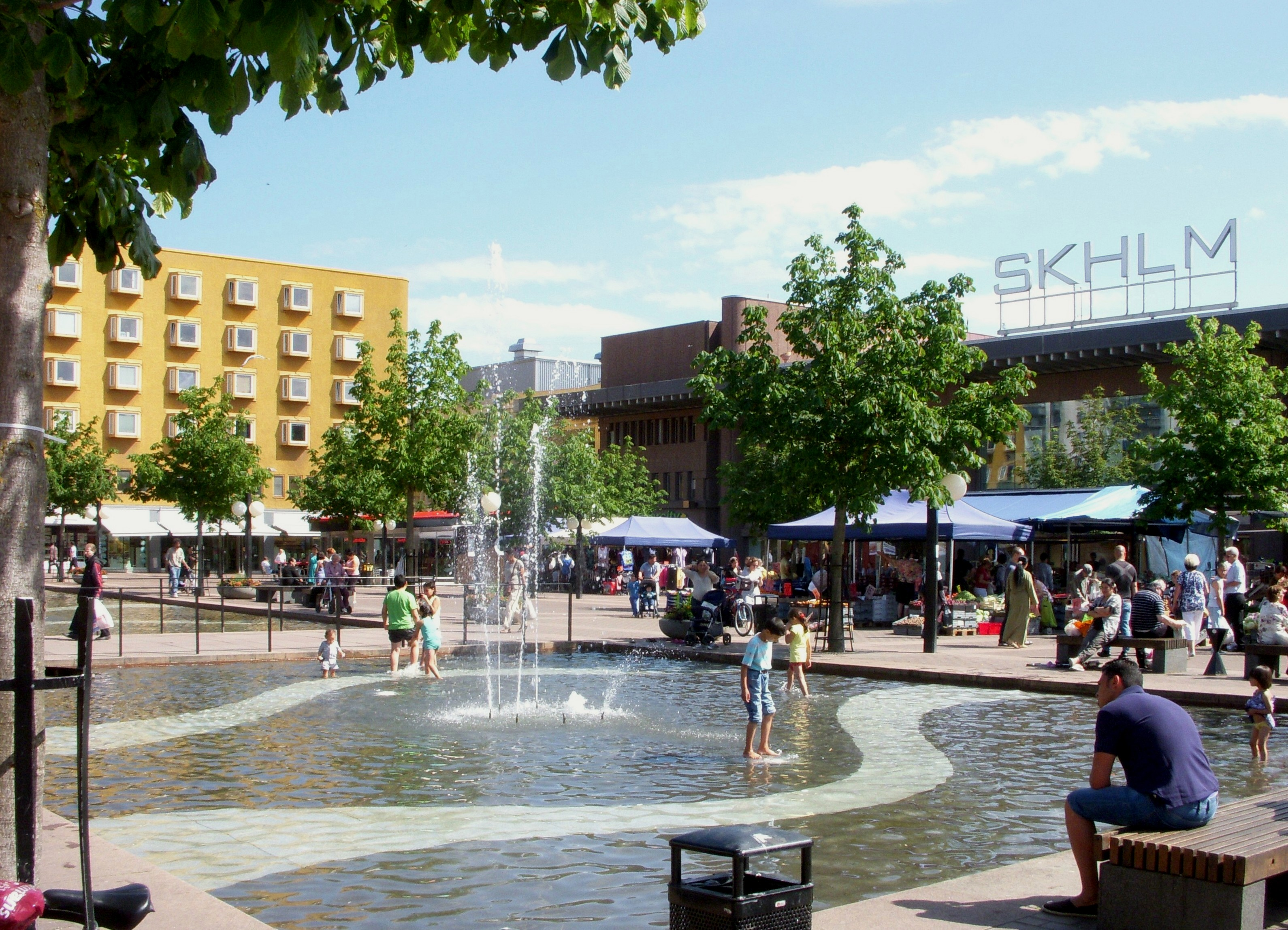
Plaskdammar i Skärholmens centrum
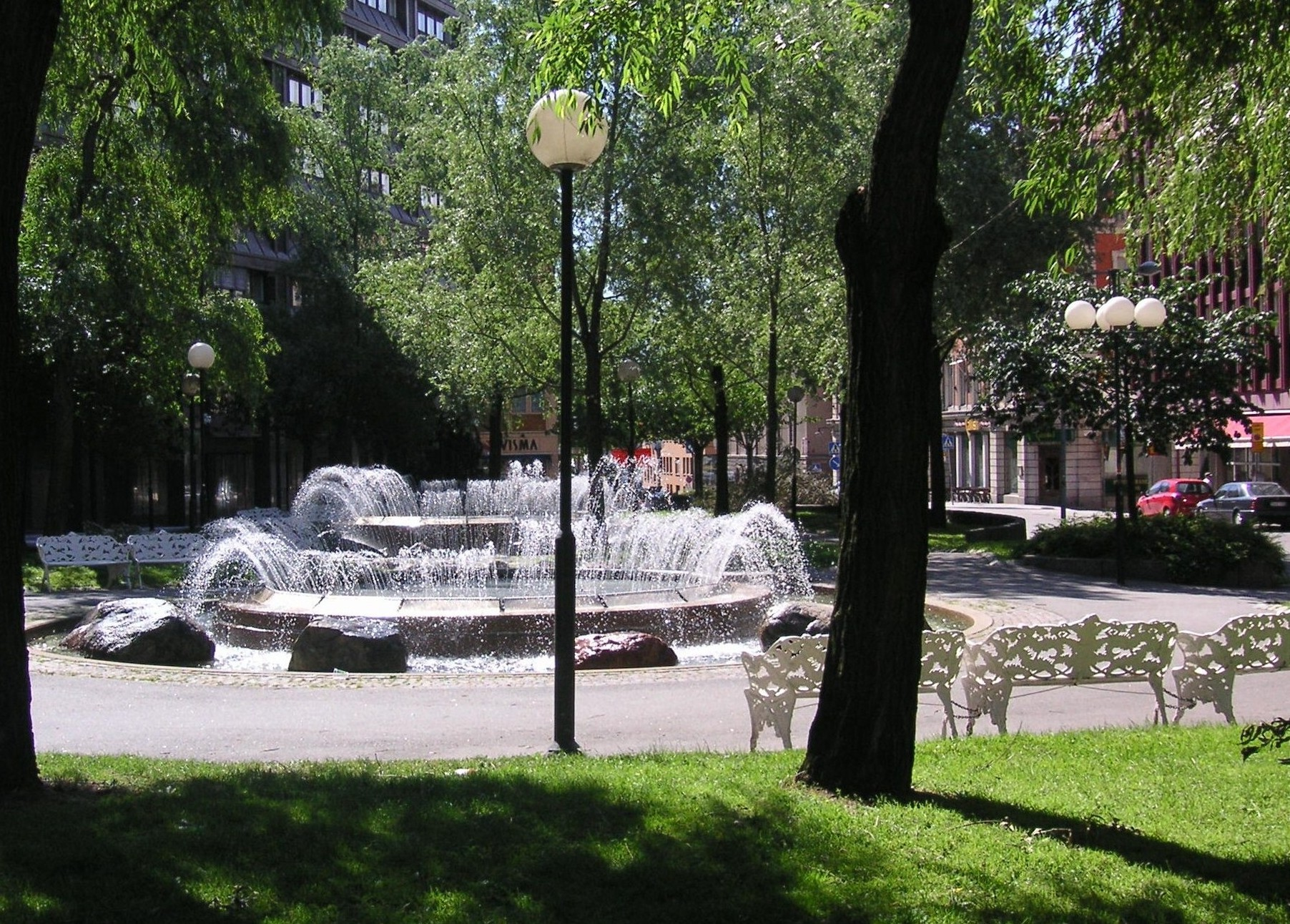
David Helldéns fontäner på Brunkebergstorg (numera ombyggda)
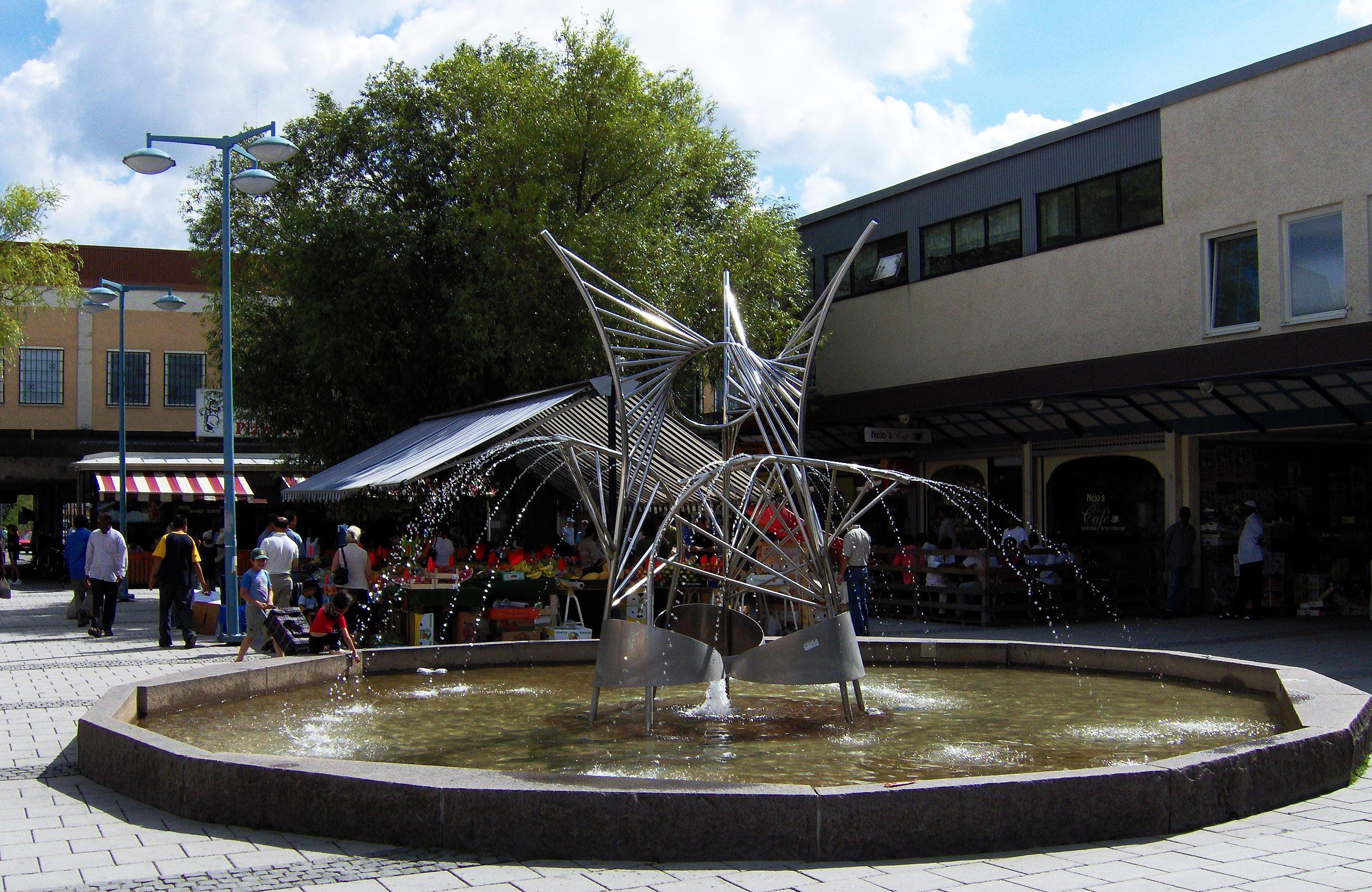
Fontänskulptur på Rinkeby torg
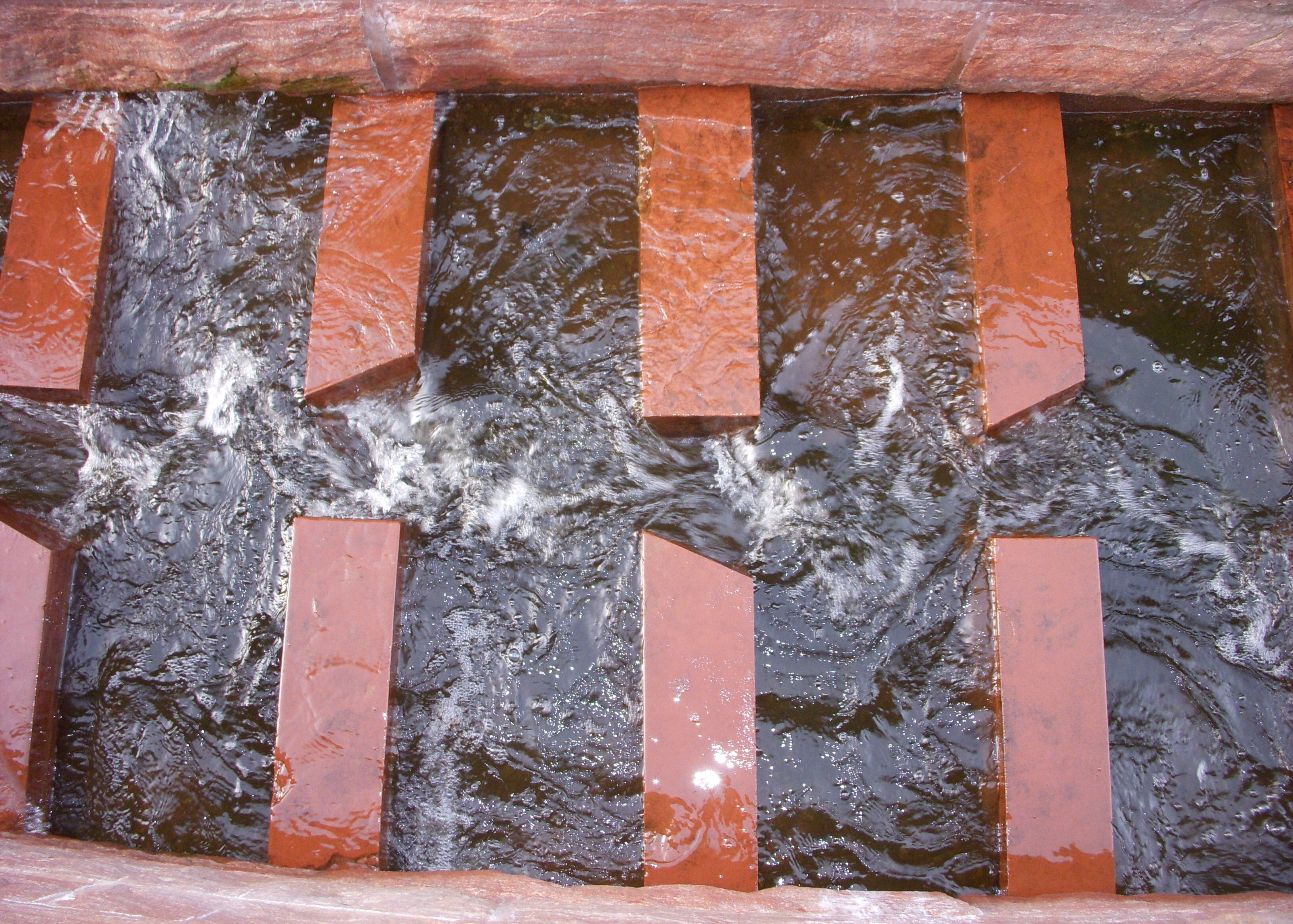
"Vattentrappan" i Hammarby sjöstad
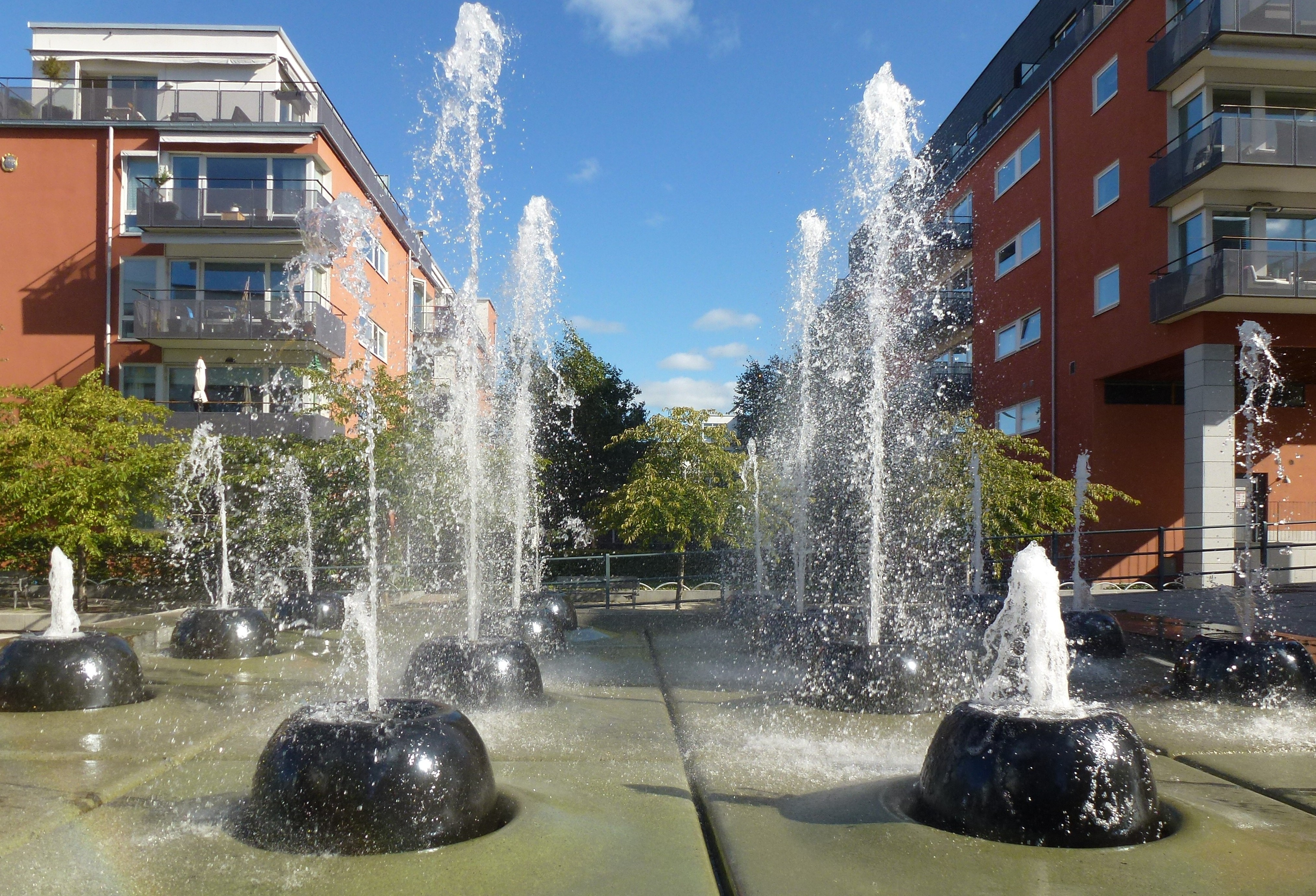
"Fält", vattenspel i Hammarby sjöstad
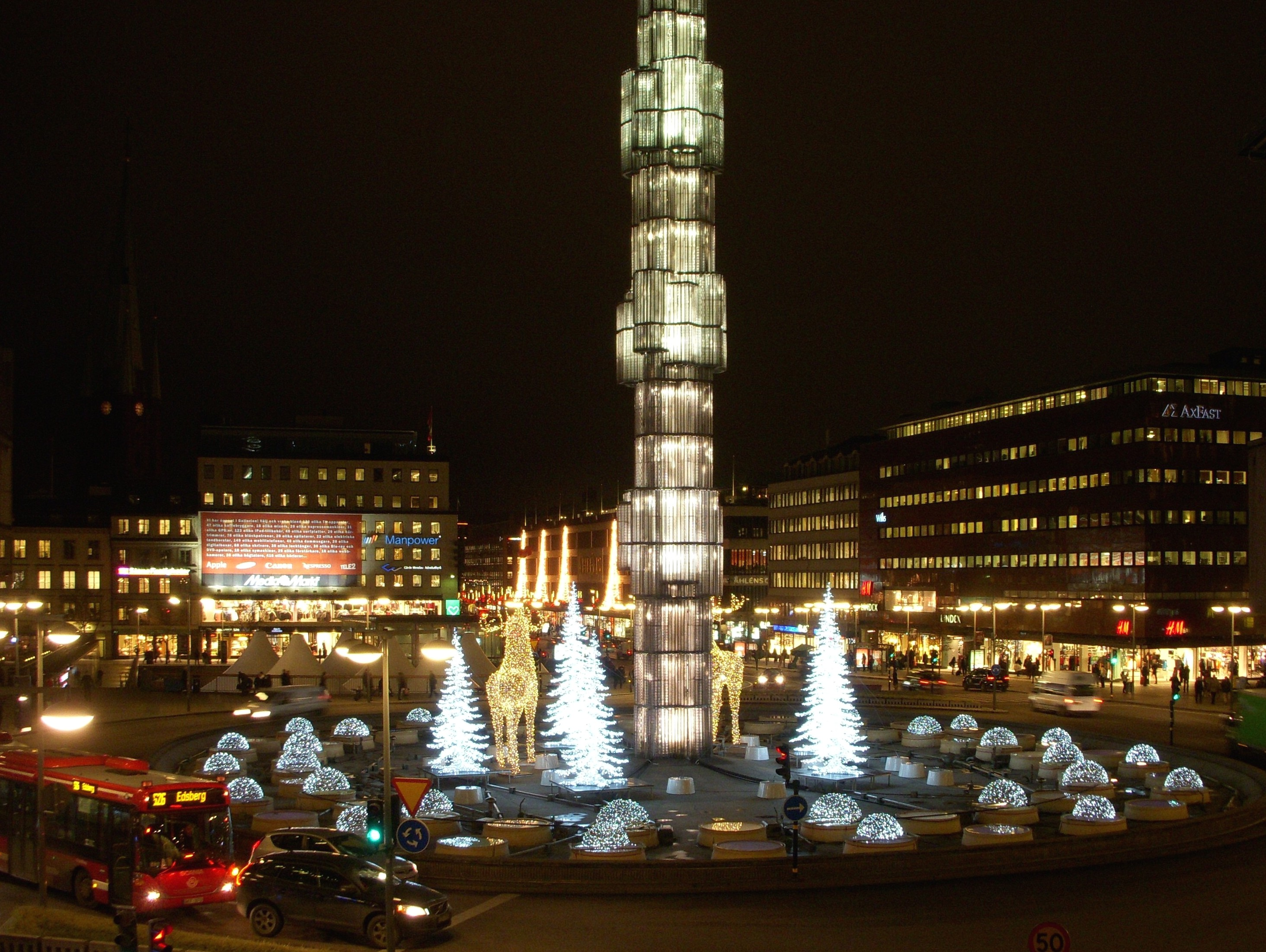
Sergelfontänen på vintern

## Temporära fontäner
I samband med utställningar och stadsfester är vattenkonst en omtyckt utsmyckning. Den första tillfälliga fontänbrunnen sattes upp i samband med Stockholmsutställningen 1866 i Kungsträdgården. Den hade gestaltats av arkitekten Fredrik Wilhelm Scholander och tillverkats i gjutjärn av Bolinders.
Även under Konstindustriutställningen 1909 fanns en stor fontän i Frisens park på Djurgården. Den existerade dock bara lika länge som utställningen varade, det vill säga från den 4 juni till den 30 september 1909. Allmänna konst- och industriutställningen 1897 hade en fontän som kallades Fontaine lumineuse (Ljusfontänen). Den sprudlade i Djurgårdsbrunnsviken och var belyst i olika färger med hjälp av kraftiga elektriska båglampor. Fontänen skickade upp kaskader av vatten i växlande formationer och när färgerna skiftade applåderade publiken som vid ett fyrverkeri.
Samma koncept med en temporär fontän ute i vattnet upprepades vid Stockholmsutställningen 1930, även den i  Djurgårdsbrunnsviken och även den belyst på kvällen. Fontänen från Stockholmsutställningen 1930 används senare som tillfällig bensinstation för motorbåtar. Under Stockholms vattenfestival på 1990-talet fanns också en stor tillfällig fontän, denna gång i Riddarfjärden.

### Bilder

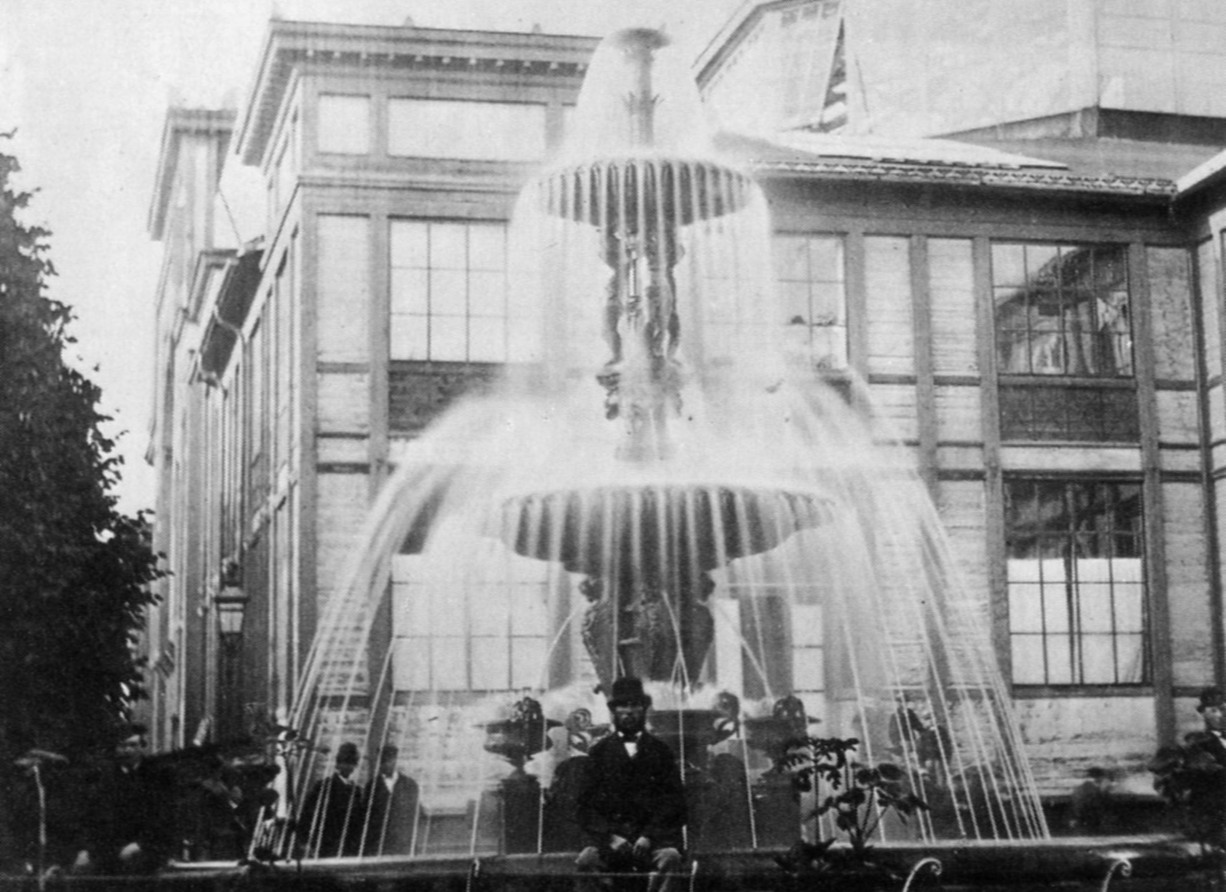
Stockholmsutställningen 1866
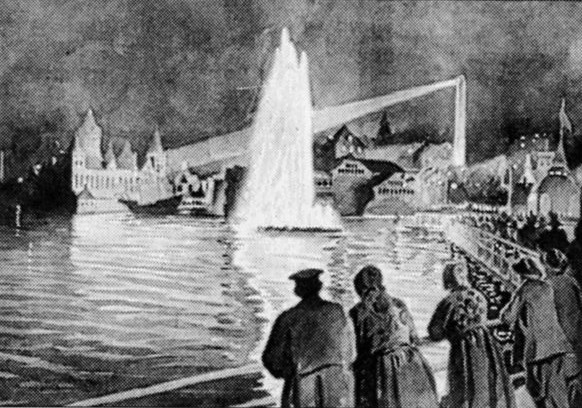
Stockholmsutställningen 1897
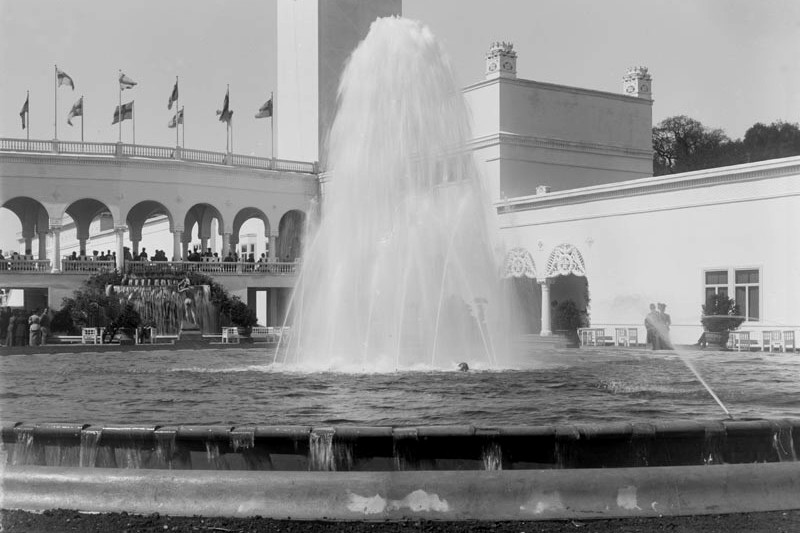
Konstindustriutställningen 1909
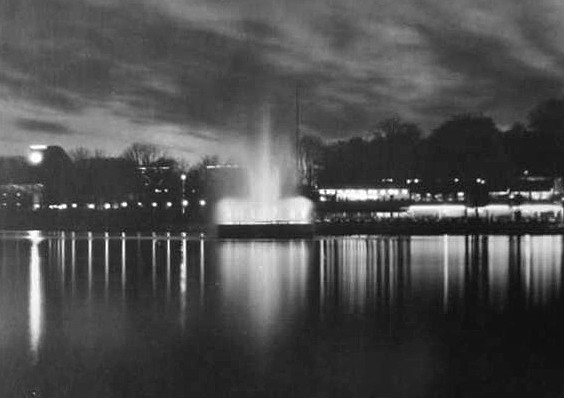
Stockholmsutställningen 1930